# Буровий розчин

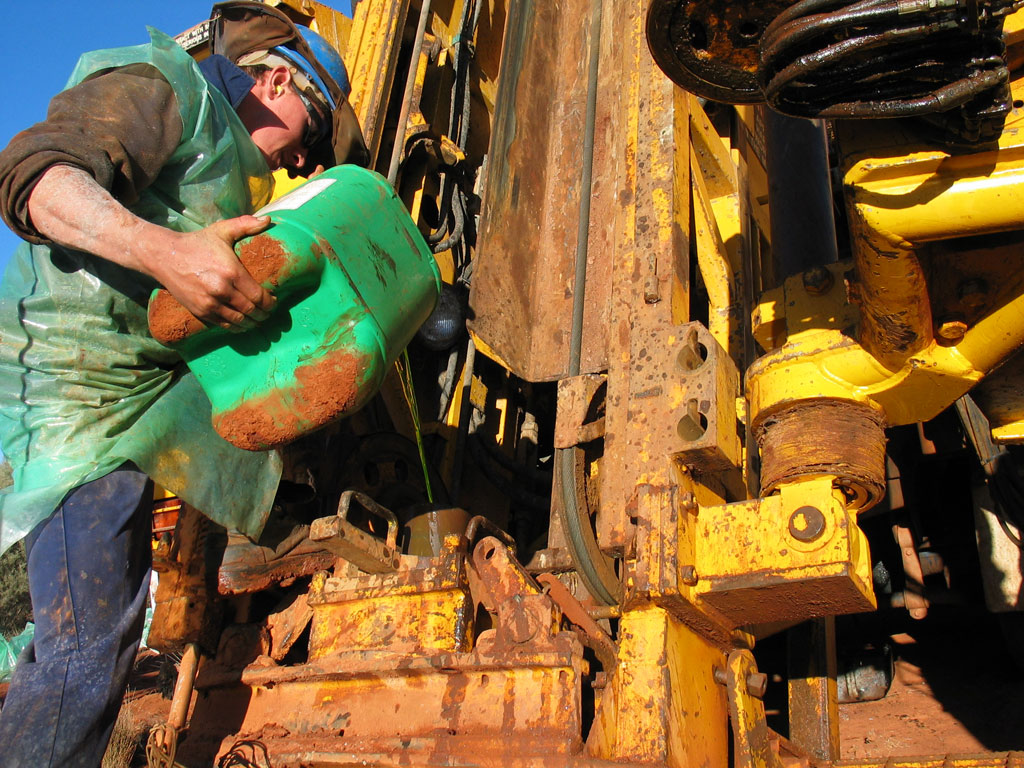
Бурильник додає в розчин піноутворювач

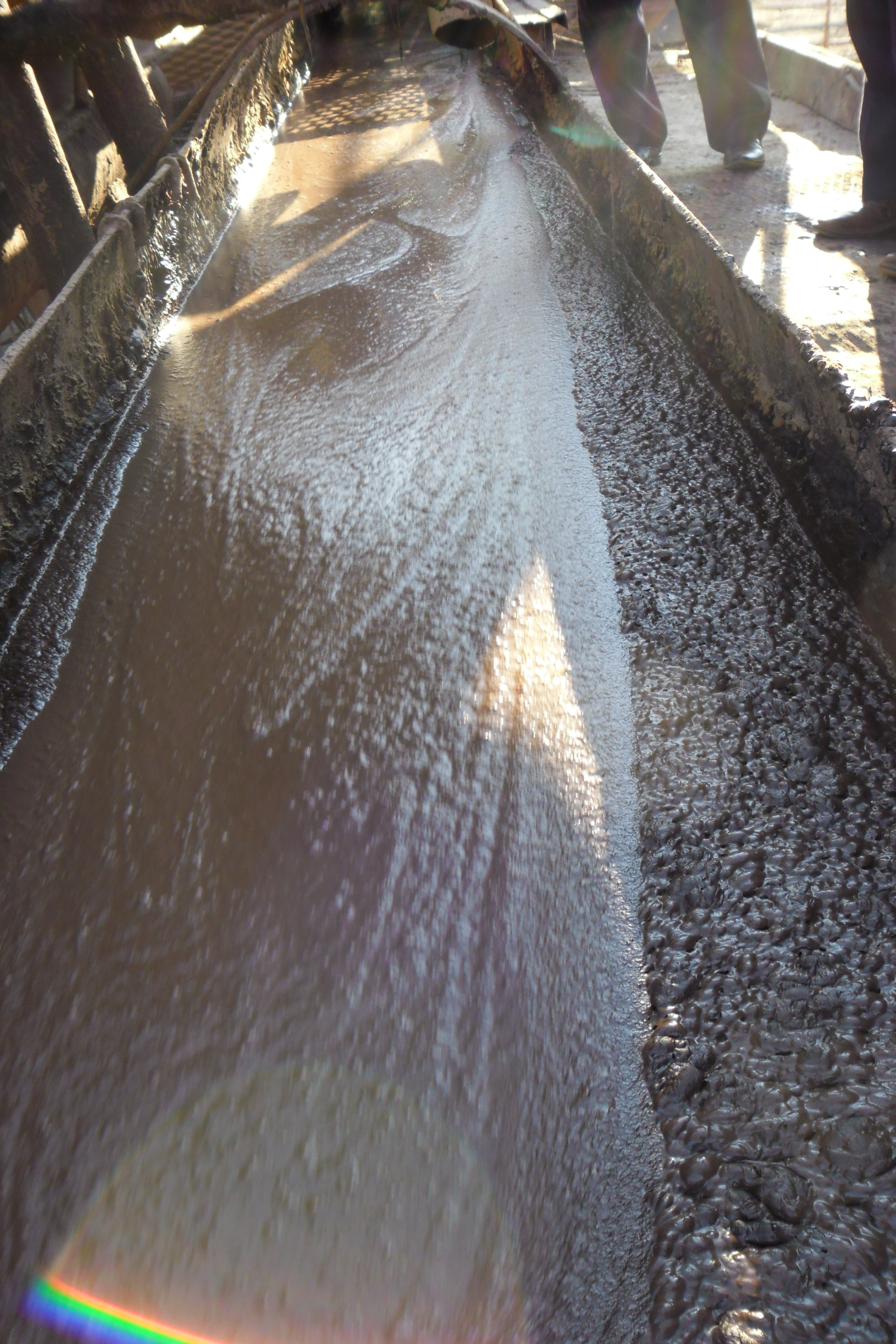
Буровий розчин у жолобі. Поверхневий комплекс бурової.

Бурови́й ро́зчин — складна багатокомпонентна дисперсна система суспензійних, емульсійних і аерованих рідин, які застосовуються для промивання свердловин у процесі буріння.
Бурові розчини, що використовуються під час буріння нафтових та газових свердловин та на геологорозвідувальних бурових установках, часто застосовуються і при бурінні набагато простіших свердловин, таких як свердловини для води.
Однією з основних функцій бурового розчину є видалення бурового шламу. Також бурові розчини забезпечують необхідний гідростатичний тиск для запобігання потраплянню пластових рідин у стовбур свердловини, охолоджують та очищують бур під час буріння. Певною мірою бурові розчини також обмежують корозію бурового інструменту.

## Історія
У 347 р. до н. е., до того, як буріння свердловин почалося в західному світі — як за допомогою ударної, так і обертової системи — китайці знали та використовували бурові розчини (переважно воду) для двох цілей: для пом'якшення гірських утворень і для видалення бурового шламу.
Використання бурових розчинів для буріння свердловин у Європі запропоновано вперше у 1833 році французьким інженером П'єром-Паскалем Фовелем (1797—1867), який, спостерігаючи операцію канатного буріння, під час якої апарат буріння натрапив на воду, помітив, що фонтануюча вода дуже ефективно видаляє буровий шлам із свердловини. Він задумав апарат, в якому передбачалося закачувати воду під бурову штангу, звідки буровий шлам виштовхувався водою на поверхню між буровою штангою і стовбуром свердловини. Принцип залишився незмінним досі.
У 1845 році П'єр-Паскаль Фовель успішно пробурив свердловину на воду в Перпіньяні, Франція, глибиною 718 футів, використовуючи протягом 54 днів набір інструментів, що промиваються водою, і це вважається першим застосуванням бурового розчину. Ймовірний попередник (гідравлічний бур, запатентований у 1845 році у Франції та в 1846 році в Іспанії) усіх наших сучасних бурових установок, що стосується використання бурових розчинів. У 1833 році Фовель сформував першу ідею, коли спостерігав колодязь, занудьгувавши тогочасним ударним методом; інструмент вдарив по воді, яка з великою силою хлинула навколо свердла, і Фовель помітив, як фонтан води виносить на поверхню стружки. Він розробив набір інструментів, можливо, за допомогою деяких конструкцій, розроблених британцем Робертом Беаром, який запатентував подібну систему, але так і не застосував її на практиці. Його обладнання складалося з порожнистої бурової штанги, утвореної з кованих залізних трубок, прикручених один до одного; нижній кінець порожнистого стрижня озброєний перфораційним інструментом; діаметр інструменту більший за діаметр трубчастого стрижня, щоб утворити навколо нього кільцевий простір, через який вода та викопаний матеріал можуть підніматися вгору. Верхній кінець порожнистого стержня з'єднаний з силовим насосом з'єднаними або гнучкими трубками. Цю свердлильну трубу можна обробляти обертальним рухом за допомогою поворотної ручки або ударом за допомогою перемички. Фовель використовував своє обладнання для буріння водяних свердловин, і лише через багато років його почали використовувати для буріння нафтових свердловин. Єдиною використовуваною рідиною була проста вода, ніхто не думав у той час про змішування глини чи інших речовин з водою, щоб зробити каламутну рідину; але, безсумнівно, Фовель підтвердив і популяризував основні принципи розвитку технології бурових розчинів. Після нього бурові розчини використовувалися приблизно в 1850 році в техніці ударного буріння для підвішування шламу.
У 1920 р. у Прикарпатті фірма «Газоліна» вперше запровадила роторне буріння на глинистій промивальній рідині.
Лідерами світового ринку бурових розчинів є компанії M-I SWACO, Halliburton, Baker Hughes.

## Призначення

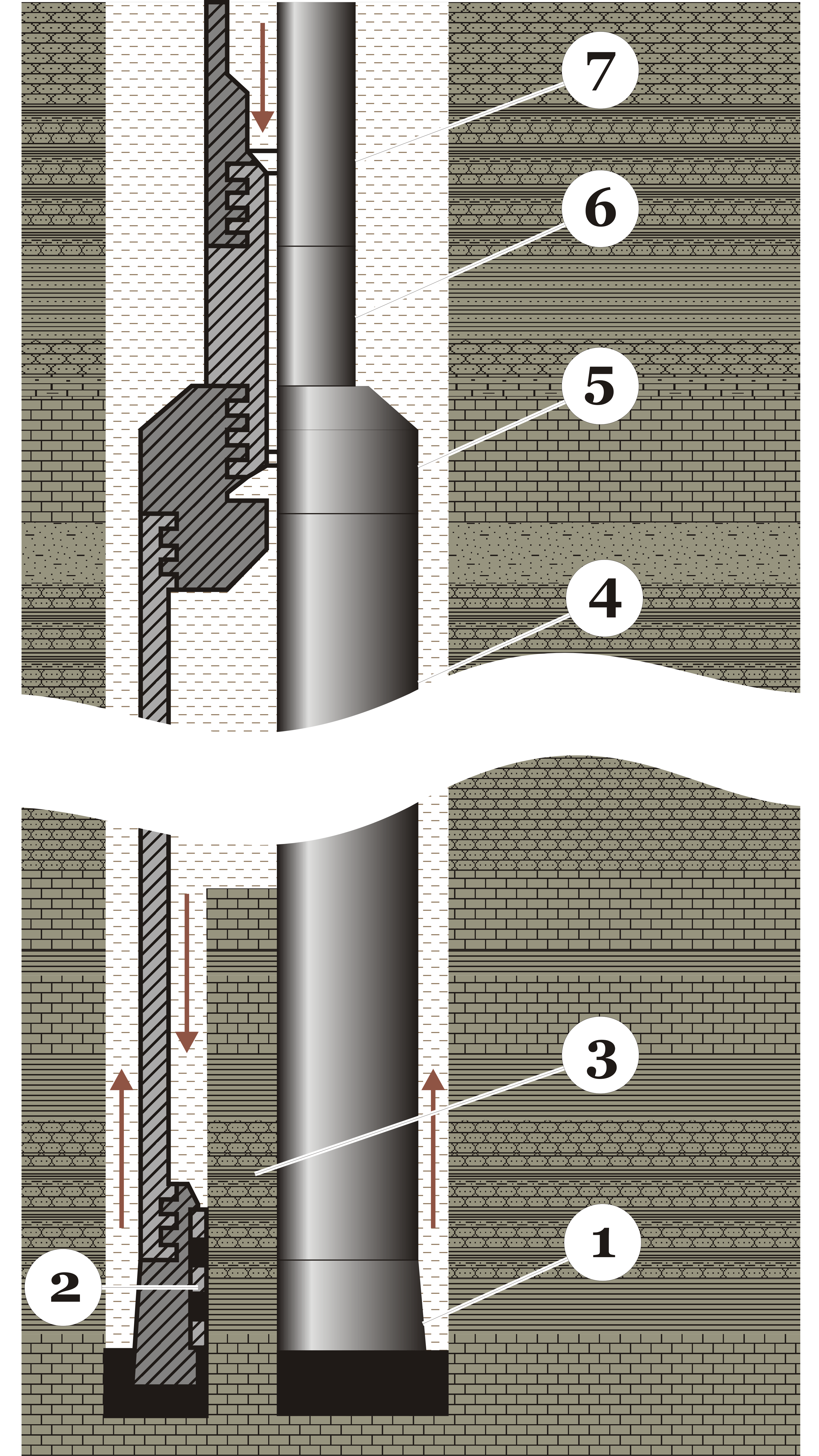
Схема колонкового буріння з прямою промивкою: 1 — коронка; 2 — кернорвач; 3 — стовпчик керну; 4 — колонкова труба; 5 — перехідник; 6 — муфта; 7 — бурова труба; стрілками показано рух бурового розчину

Під час циркуляції у свердловині буровий розчин:
- очищає вибій від вибуреної породи;
- транспортує вибурену породу із свердловини і утримує її в завислому стані після припинення циркуляції;
- активізує процес руйнування гірської породи долотом;
- попереджає осипи, обвали та інше;
- забезпечує якісне розкриття продуктивних пластів;
- виявляє змащувальну і антикорозійну дію на буровий інструмент;
- охолоджує буровий інструмент;
- обертає вибійні двигуни;
- запобігає можливості виникнення ускладнень на бурових (сальнико- і каверноутворення, диференціального прихвата, поглинань і нафтогазопроявів);
- дозволяє відстежувати появу порожнин у масиві порід, зон підвищеної тріщинуватості тощо шляхом вимірювання витрат розчину під час буріння.

## Приготування бурового розчину
Буровий розчин готують централізовано на глинозаводі або безпосередньо на буровій установці. Централізоване забезпечення доцільно при довгому розбурюванні великих родовищ і близькому розташуванні бурових, коли для розбурювання свердловин потрібні розчини з однаковими або близькими параметрами. У цьому випадку більш повно і економічно використовуються вихідні матеріали, потрібні менші енергетичні витрати в порівнянні з приготуванням розчину на бурових, нижче собівартість розчину, персонал бурової звільняється від важкої і трудомісткої роботи.

Схема циркуляції промивальної рідини: 1 — буровий насос; 2 — стояк; 3 — гнучкий шланг; 4 — вертлюг; 5 — ведуча труб а; 6 — гирло свердловини; 7 — бурильна колона; 8 — затрубний кільцевий простір; 9 — вибійний двигун; 10 — долото; 11 — зливна труба (розчинопровід); 12 — блок очищення; 13 — приймальні ємності; 14 — всмоктувальний патрубок; 15 — буровий шлам

В Україні більш розповсюдженіший спосіб приготування розчину безпосередньо на буровій. Це пов'язано з їх віддаленістю одна від одної та можливих потреб у використанні розчину з різними фізико-хімічними параметрами. Для цього бурові установки обладнують блоками приготування бурового розчину.
Процес приготування промивальних рідин на водній основі мож-на розділити на три технологічні операції:
- приготування глинистої суспензії;
- хімічна обробка;
- обважнення розчину.

Найбільш енергомістка операція — приготування глинистої суспензії. Для приготування промивальних рідин застосовують механічні глиномішалки, фрезерно-струминні млини, гідравлічні мішалки, блоки приготування розчину, механізми диспергації глинистої фази (струминні, вихрові диспергатори) тощо.

## Різновиди бурового розчину
- Глинистий розчин — основний різновид бурового розчину.
- Лігнітовий лужний розчин — буровий розчин, до якого вводять певну кількість лігнітів, які мають лужний характер.
- Вапняно-бітумний розчин — буровий розчин на нафтовій основі, дисперсійним середовищем якого є дизельне пальне або нафта, а дисперсною фазою — високоокислений бітум, оксид кальцію, барит і невелика кількість води, потрібної для гашення вапна.
- Біополімерна система «Х» — безглинистий буровий розчин для буріння похило-спрямованих і горизонтальних свердловин, розкриття продуктивних горизонтів в умовах високих тисків і температур.
- Обважнений буровий розчин — промивна рідина різного складу, яка містить у дисперсній фазі обважнювальні тонкі подрібнені порошки мінералів (барит, гематит і ін.); застосовується при бурінні в умовах високого пластового і бокового тисків.
- Полегшений буровий розчин — буровий розчин, зменшений у вазі, полегшений, який має меншу густину. Полегшений розчин застосовується для буріння і глушіння свердловин у пластах з низьким пластовим тиском.
- Полімерний буровий розчин — буровий розчин на водній основі, який містить високомолекулярні полімери лінійної будови; застосовується здебільшого при бурінні міцних порід.
- Промивальні рідини на вуглеводневій основі — це складні багатокомпонентні колоїдно-хімічні системи, де дисперсійним середовищем є рідкі вуглеводні, а дисперсною фазою  диспергована вода і тверді компоненти. Серед таких промивальних рідин виділяють два види: практично безводні та інвертні емульсії.
- Буровий розчин на нафтовій основі — промивна рідина з неводяною (нафтовою) основою, високоокисненим бітумом як колоїдною фазою, з натрієвими або кальцієвими солями як реагентом-стабілізатором і структуроутворювачем, що володіє низькими фільтраційними властивостями і густиною, але підвищеною умовною в'язкістю і забезпечує можливості використання її для розкриття продуктивних пластів без погіршення їх властивостей фільтратом, створення умов для визначення початкової нафтонасиченості за керном, проведення спеціальних геофізичних досліджень і ін., а також при бурінні в складних умовах.
- Інгібований буровий розчин — буровий розчин, хімічний склад рідкої фази якого дає змогу сповільнювати або запобігати процесам гідратації (набухання), або диспергування глинистих шарів та сланців.
- Кальцієвий буровий розчин — буровий розчин, до якого вводять певну кількість розчинних кальцієвих сполук.
- Спеціальні бурові розчини — розчини, які застосовуються при бурінні в ускладнених умовах для боротьби з обвалом і газовиділенням у свердловинах. Готуються з високоякісних бетонітових глин, рідкого скла, солі, вапняного молока.
- Природні промивальні суспензії на прісній та морській воді — дисперсні системи, в яких тверда дисперсна фаза складається в основному з вибурених неглинистих порід, а дисперсійне середовище — прісна або морська вода.
- Засолені промивальні рідини — промивальні рідини на розчинах солей.
- Бурові розчини з конденсованою твердою фазою, отриманою введенням у буровий розчин електролітів — різних лугів, розсолів, які з йонами солей утворюють важкорозчинні сполуки.
- Полімерні промивальні рідини складаються з водних розчинів одного або двох високомолекулярних полімерів.
- Аеровані промивальні рідини — промивальні рідини, в які введено газовий компонент.
- Газоподібні промивальні агенти — повітря, природний газ, азот, викидні гази двигунів внутрішнього згорання (ДВЗ), суміші викидних газів ДВЗ з повітрям або природним газом.

### Класифікація бурових розчинів
Бурова промивальна рідина, як правило, складається з дисперсійного середовища і рівномірно розподіленої у ньому дисперсної фази та введених хімічних реагентів, призначених для регулювання її фізико-хімічних властивостей рідини.
Дисперсна фаза складається з двох або більше компонентів, серед яких є невелика кількість колоїдного матеріалу, необхідного для забезпечення стабільності промивальної рідини, здатності утримувати у спокою у змуленому стані грубодисперсні частинки важчих або легших матеріалів, кольматувати пори і мікротріщини у породі. Іншим компонентом дисперсійної фази є дрібні частинки важких (глина, крейда, барит тощо) або легких (повітря) матеріалів, які служать для регулювання густини промивальної рідини, а також для надання здатності закупорювати порові канали і тріщини. Ще одним компонентом дисперсійної фази є мастильні речовини, які служать для покращання мастильних властивостей промивальних рідин.
За складом дисперсійного середовища промивальні рідини можна розділити на чотири групи:
1. Рідини на водній основі:
а) без твердої фази;
б) з диспергованою твердою фазою: природні суспензії; глинисті суспензії (диспергуючі глинисті породи (хімічно не оброблені, гуматні, лігносульфонатні, хромлігносульфонатні); інгібіруючі глинисті породи (гідрофобізуючі, кальцієві, калієві, силікатні, хлормагнієві, хлорнатрієві, оброблені солями тривалентних металів);
в) з конденсованою твердою фазою;
г) полімерні: безглинисті; малоглинисті;
д) нафтоемульсійні;
е) міцелярні.
2. Рідини на вуглеводневій основі: практично безводні; емульсії типу «вода в маслі» (інвертні).
3. Аеровані промивальні рідини і піни: аерована вода; аеровані глинисті суспензії; піни.
4. Газоподібні промивальні агенти: повітря; природні гази; азот; викидні гази від двигунів внутрішнього згорання (ДВЗ); суміші викидних газів ДВЗ з повітрям або природним газом.

Найширше застосування у бурінні одержали рідини на водній основі. Рідини на вуглеводневій основі показали добрі результати при розкритті нафтових пластів, розбурюванні нестійких глинистих і хемогенних порід., але вони застосовують рідше. Аеровані рідини і газоподібні агенти застосовуються значно рідше за інші бурові агенти.
В даний час використовують декілька типів бурових розчинів, серед яких виділяють:
1. Розчини на водній основі, які отримують із прісної води, інертних матеріалів для збільшення густини і різних хімреагентів для підвищення в'язкості і контролю за витіканням рідини;
2. Розчин на емульсійній основі, який отримують із різних концентрацій сирої нафти, води, інертних матеріалів і хімреагентів.
3. Розчин на синтетичній основі, який можна зіставити з емульсійним розчином, в якому емульсійна фаза заміщена синтетичною і менш небезпечна для навколишнього середовища хімічними реагентами.

Багато спеціалістів вважають розчин на емульсійній основі є найбільш ефективним для буріння, але він має недоліки пов'язані з витратами і економічною дією.
В зонах з аномально низьким пластовим тиском можуть використовуватись газовані бурові розчини.
За складом дисперсійного середовища промивальні рідини можна розділити на такі групи:
1. Промивальні рідини на водній основі:
а) вода (прісна, морська, розсіл);
б) глинисті суспензії;
в) природні суспензії, які утворились при розбурюванні неглинистих порід і аргілітів;
г) суспензії на базі гідрогелів;
д) емульсії типу «масло у воді».
2. Промивальні рідини на неводній основі:
а) дегазована нафта та нафтопродукти;
б) багатокомпонентні розчини на вуглеводневій основі;
в) зворотні емульсії типу «вода у маслі».
3. Газоподібні робочі агенти (повітря, природні гази, вихлопні гази двигунів внутрішнього згорання).
4. Аеровані промивальні рідини та піни.

## Склад бурових розчинів
В практиці буріння застосовують бурові розчини на водній (технічна вода, розчини солей і гідрогелі, полімерні, полімер-глинисті і глинисті розчини) і вуглеводневій (вапняно-бітумний розчин, інвертна емульсія) основах.
При бурінні в хемогенних відкладах застосовують соленасичені глинисті розчини, гідрогелі, у випадках можливих осипань і обвалів стінок свердловини — інгібіторні розчини, при впливі високих температур — термостійкі (термосолестійкі) глинисті розчини і розчини на вуглеводневій основі, які є ефективними також при розкритті продуктивних пластів і при розбурюванні теригенних і хемогенних нестійких порід.
При бурінні в умовах, що характеризуються аномально високими тисками, застосовують обважнені бурові розчини, в неускладнених умовах — технічну воду, полімерні безглинисті і полімерглинисті розчини з низьким вмістом твердої фази.
У 1962 р. при бурінні свердловин у зонах поглинання Борислава почали використовувати соляну і парафінову нафту для підвищення густини промивального глинистого розчину.
У 1974 р. на Прикарпатті вперше застосовано безперебійне обважнення глинистого розчину при газопроявах свердловин.

### Хімічні реагенти для обробки бурових промивальних рідин на водній основі
При бурінні гірських порід у промивальну рідину надходять частинки вибурених порід, які можуть містити водорозчинні компоненти, та мінералізовані і прісні пластові води. Збільшення вмісту йонів і зміна якісного складу дисперсійного середовища може викликати коагуляцію промивальної рідини, яка супроводжується підвищенням водовіддачі, умовної в’язкості, статичного напруження зсуву, а також зміною інших властивостей.
Для регулювання властивостей промивальних рідин на водній основі застосовується їх хімічна обробка хімічними реагентами.
Умовно всі хімічні реагенти, що застосовується для обробки промивальних рідин можна поділити на три групи:
а) стабілізатори - знижувачі водовіддачі (фільтрації);
б) знижувачі умовної в’язкості;
в) реагенти спеціального призначення.
Особливістю хімічних реагентів є те, що реагенти, умовно включені до однієї групи, можуть одночасно впливати на інші властивості: умовну в’язкість, статичне напруження зсуву, реологічні параметри. Ступінь впливу суттєво залежить від складу глини, виду йонів, що містяться у розчині, ступеня його мінералізації, температури, концентрації твердої фази тощо.
Реагенти знижувачі водовіддачі. До цієї групи належать реагенти на основі водорозчинних ефірів целюлози (карбоксиметилцелюлоза (КМЦ), карбофен, карбаніл, модифікована метилцелюлоза (ММЦ)), реагенти на основі лігносульфонатів (конденсована сульфіт-спиртова барда (КССБ)), крохмальні реагенти, реагенти на основі акрилових полімерів (гіпан, РС-2, метас), реагенти на основі гумінових кислот (вуглелужний реагент (ВЛР), торфолужний реагент (ТЛР)) та ін.
Реагенти знижувачі умовної в’язкості. До цієї групи належать похідні лігносульфонових кислот (сульфіт-спиртова барда (ССБ), акрил, ферохромлігносульфонат (ФХЛС)), реагенти на основі гідролізного лігніну (нітролігнін, суніл), таніни (ялинковий і вербовий екстракти, дубильні, пекор, поліфенол лісохімічний (ПФЛХ)) тощо.
Реагенти спеціального призначення. До них належать реагенти, які зв’язують солі кальцію (кальцинована сода, триполіфосфат натрію (ТПФН)); реагенти, що постачають йони кальцію (вапно, гіпс, хлористий кальцій); реагенти, що підвищують термостійкість (хромати і біхромати), структуротвірні реагенти (кухонна сіль, рідке скло), мастильні домішки (нафта, графіт, ЗМАД-1 тощо), регулятори лужності (каустична сода та ін.), піногасники (суспензія гуми, карболінеум, нейтралізований чорний контакт, синтетичні жирні кислоти (СЖК), окиснений петролатум) тощо.

## Властивості та їх регулювання
Див. також Основні властивості та параметри промивальних рідин
Розчин повинен відповідати наступним вимогам:
- виносити зруйновану породу на поверхню;
- охолоджувати і змащувати бурове долото і обладнання;
- передавати енергію на розміщенні на вибої мотори і турбіни;
- підтримувати і стабілізувати стінки свердловини;
- створювати гідростатичний тиск на пласт, який насичений рідиною і газом;
- зменшувати вагу труб завдяки ефекту плавучості;
- служити середовищем при проведенні каротажів;
- попереджувати розмив стовбура свердловини при турбулентному потоці або частковому розчиненні порід;
- повинен бути сумісний з пробуреними породами і наповненими їх рідиною і газом;
- попереджувати корозію долота, бурильної колони, обсадної труби і наземного обладнання[7];
- не допускати погіршення фільтраційних властивостей продуктивного пласта.

Вимоги до бурових розчинів
1. володіти тиксотропними властивостями (легко прокачуватись, швидко переходити в гелеподібний стан при зупинці прокачування);
2. бути інертною до гірських порід (не розчиняти їх, не сприяти пептизації вибурених частинок, не знижувати міцність стінок свердловини);
3. мати широкий діапазон регулювання густини;
4. кольматувати пори і тріщини в стінках свердловини та створювати в них тонку непроникну кірку;
5. зберігати стабільність властивостей при зміні температур[8];
6. володіти мастильною здатністю і теплофізичними властивостями, для відведення тепла від деталей, що труться;
7. нейтралізовувати компоненти порід і пластових рідин, які викликають корозію труб і обладнання та токсичні речовини;
8. не заважати проведенню геофізичних досліджень у свердловині;
9. складатися з недефіцитних та дешевих матеріалів.

Ефективність застосування бурових розчинів залежить від їх властивостей, до яких належать густина, в'язкість, водовіддача, статична напруга зсуву, структурна однорідність, вміст газів, піску; тиксотропія, вміст йонів Na, K, Mg.
Водовіддача бурового розчину характеризується об'ємом фільтрату (від 2 до 10 см3), який відділився від розчину через стандартну фільтрувальну поверхню при перепаді тиску ~100 кПа протягом 30 хв. Товщина осаду на фільтрі (фільтраційна кірка), яка утворюється під час визначення водовіддачі, змінюється в межах 1—5 мм.
Вміст твердої фази в буровому розчині характеризує концентрацію глини (3—15 %) і обважнювача (20—60 %). Для забезпечення ефективності буріння (залежно від конкретних геолого-технічних умов) властивості бурового розчину регулюють зміною співвідношення вмісту дисперсної фази і дисперсійного середовища та введенням в них спеціальних матеріалів і хімічних реагентів. Для попередження водонафтогазопроявів при аномально високих пластових тисках збільшують густину бурового розчину шляхом введення спеціальних обважнювачів (наприклад, крейдою до 1500 кг/м3, баритом і гематитом до 2500 кг/м3 і більше) або зменшують її до 1000 кг/м3 за рахунок аерації бурового розчину чи додавання до нього піноутворювачів (сульфонолу, лігносульфонату). Вміст твердої фази бурового розчину регулюється триступінчастою системою очищення на вібраційних ситах, пісковідділювачах (циклонах) і муловідділювачах (осадових центрифугах); газоподібні агенти відділяють у дегазаторах. Крім того, для регулювання вмісту твердої фази в розчин вводять селективні флокулянти.
Особливий клас реагентів застосовують при регулюванні властивостей розчинів на вуглеводневій основі. До них належать емульгатори (мила жирних кислот, емультал та інші), гідрофобізатори (сульфонол, четвертинні аміни, кремнійорганічні сполуки), знижувачі фільтрації (органогумати).
Готують бурові розчини безпосередньо перед бурінням і в його процесі при допомозі гідрозмішувачів та диспергаторів.

## Технологічне обладнання для промивання свердловин
Включає:
- Систему приготування бурового розчину
- Систему очищення бурового розчину
- Систему циркуляції бурового розчину

### Порядок та вимоги до приготування бурового розчину
Для приготування бурових розчинів використовуються тонкодисперсні, пластичні глини з мінімальним вмістом піску, здатні утворювати з водою в'язку, довго не осідаючу суспензію. Найкращі властивості мають істотно лужні (натрові) різновиди монтморилонітових (бентонітових глин), глинопорошки з яких застосовуються головним чином під час буріння нафтових і газових свердловин і для приготування глинистих розчинів із низькою щільністю.
Хороші солестійкі властивості мають палигорськітові глини, які застосовуються під час буріння соленосних порід. Високодисперсні бейделітові, каолінітові і гідрослюдисті глини характеризуються задовільними властивостями.
Шкідливими домішками у глинах, що погіршують стабільність глинистих розчинів, є гіпс, розчинні солі, вапняк.
Відповідно до технічних умов (ТУ У 39-688-81) основним показником якості глинистої сировини і глинопорошків, призначених для приготування бурових розчинів, є вихід розчину — кількість кубометрів розчину (суспензії) заданої в'язкості, одержуваного з 1 т глинистої сировини. Крім того, регламентуються щільність розчину і вміст піску.

### Обіг (циркуляція) бурового розчину в свердловині та його очищення
Більшість бурових розчинів при бурових операціях рециркулюють по наступному циклу:
1. Буровий розчин замішується і зберігається в спеціальній «коморі»-відстійнику.
2. Спеціальний насос забирає його з відстійнику і направляє через бурильну трубу в свердловину.
3. Буровий розчин по трубі доходить до вибою свердловини, де бурове долото розбиває породу.
4. Буровий розчин у вибої омиває буровий інструмент, охолоджує і змащує його, захоплює вибурену породу.
5. Потім буровий розчин повертається на поверхню, виносячи при цьому частинки породи (шлам), які були відокремлені долотом від грудей вибою.
6. Буровий розчин піднімається по затрубу — простору між стінками свердловини і бурильною трубою. Типовий діаметр бурової труби близько 10 см. У нижній частині глибокої свердловини її діаметр може складати близько 20 см.

На поверхні буровий розчин проходить через лінію повернення — бункер-осаджувач, трубу, яка веде до дегазатора (за необхідністю), потім — до вібраційного сита (друга стадія очистки).
1. Бункер-осаджувач — це перша стадія очистки бурового розчину. Часто виготовляється безпосередньо на буровій.
2. Сито складається з низки вібруючих металевих ґрат, які використовуються для відділення розчину від шламу. Розчин протікає через ґрати і повертається у відстійник.
3. Частинки шламу потрапляють в жолоб для видалення. Перед викидом вони можуть бути очищені, виходячи з екологічних і інших міркувань. Деякі частинки шламу відбираються геологами для досліджень стану усередині свердловини.
4. Третя стадія очистки — відокремлення більш тонкого шламу в циклонах.
5. Четверта стадія очистки — відокремлення найтоншого шламу в осадових центрифугах.

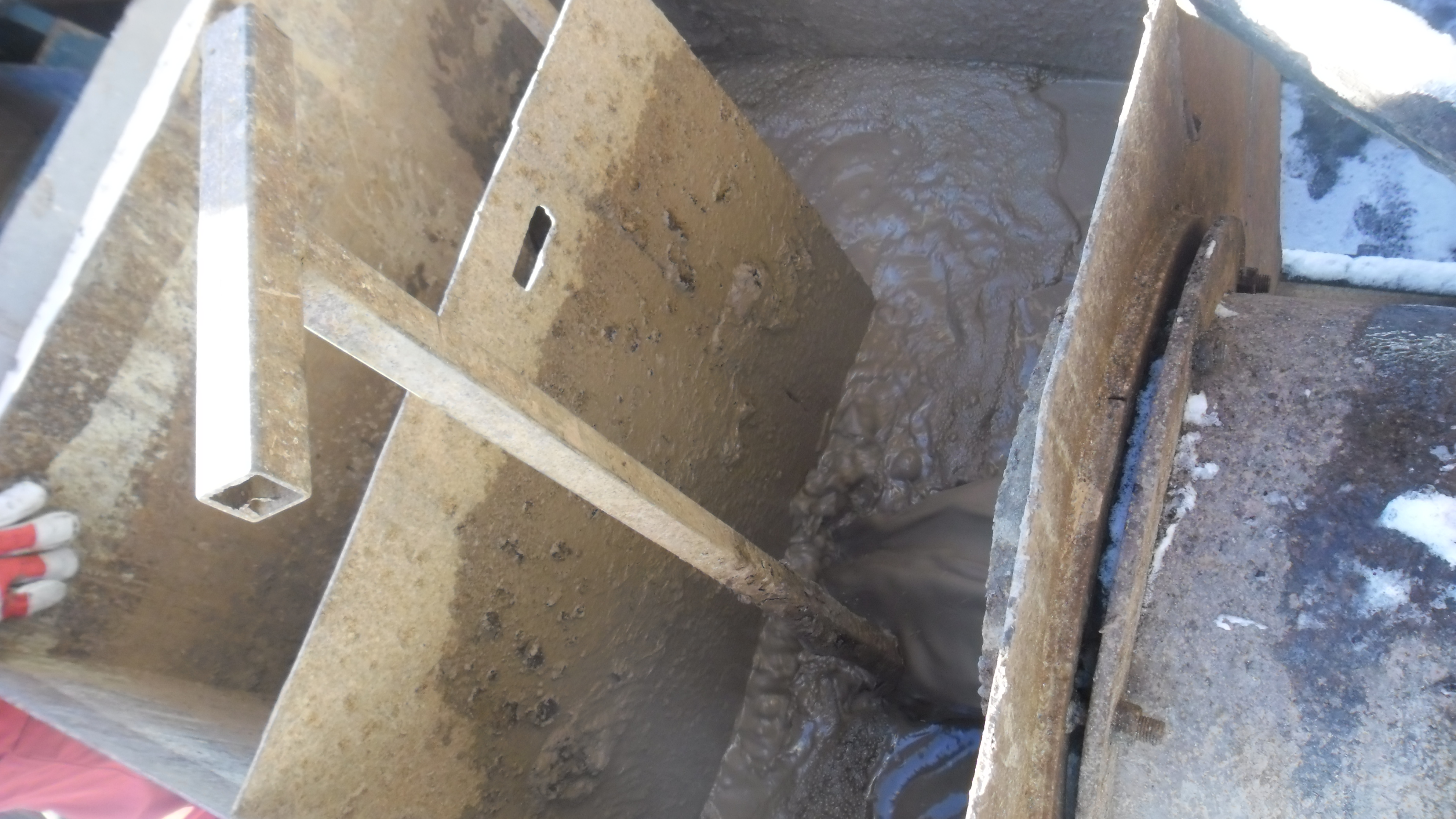
Шламовловлювач.
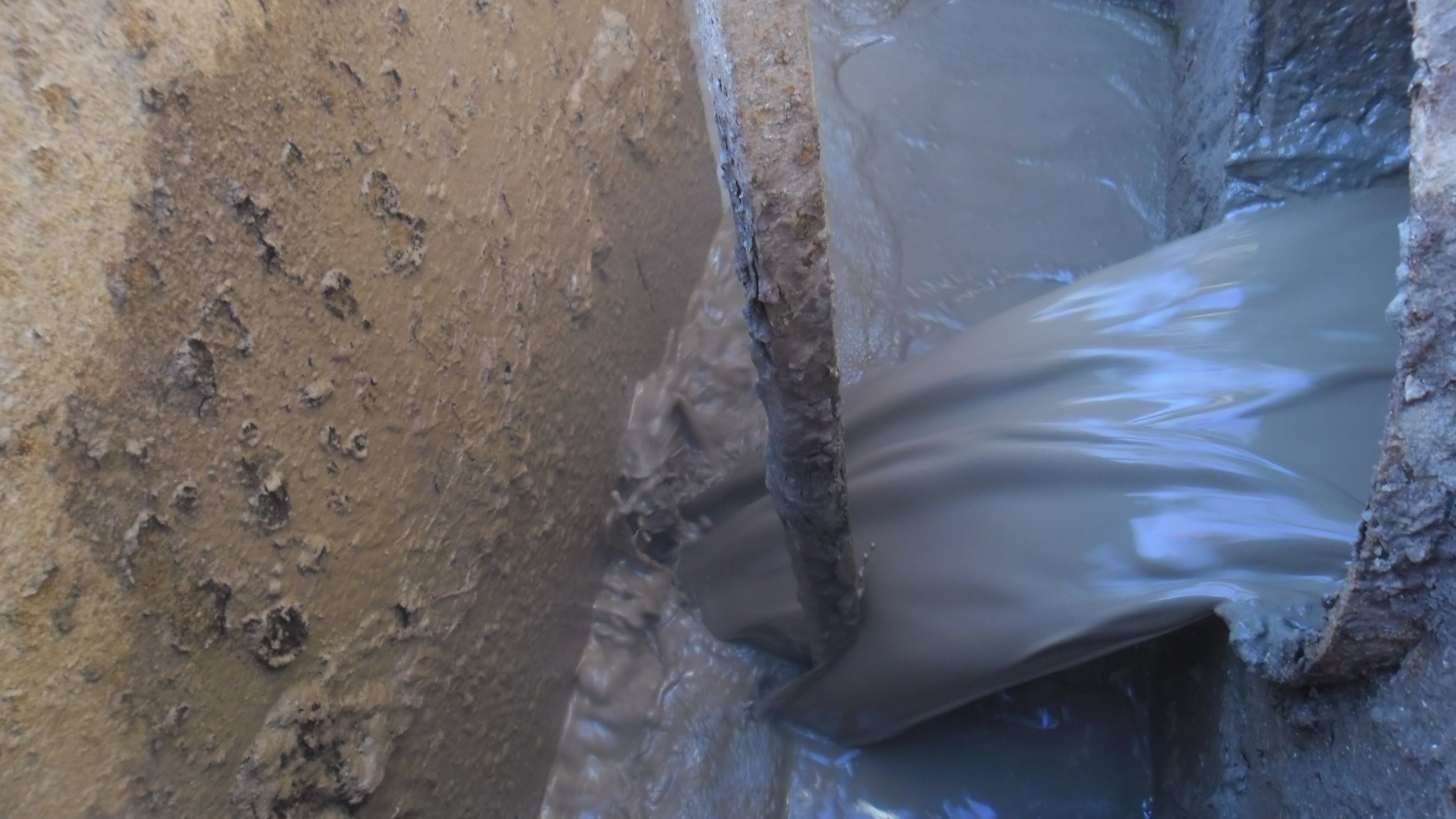
Буровий розчин у бункері-осаджувачі. Поверхневий комплекс бурової.
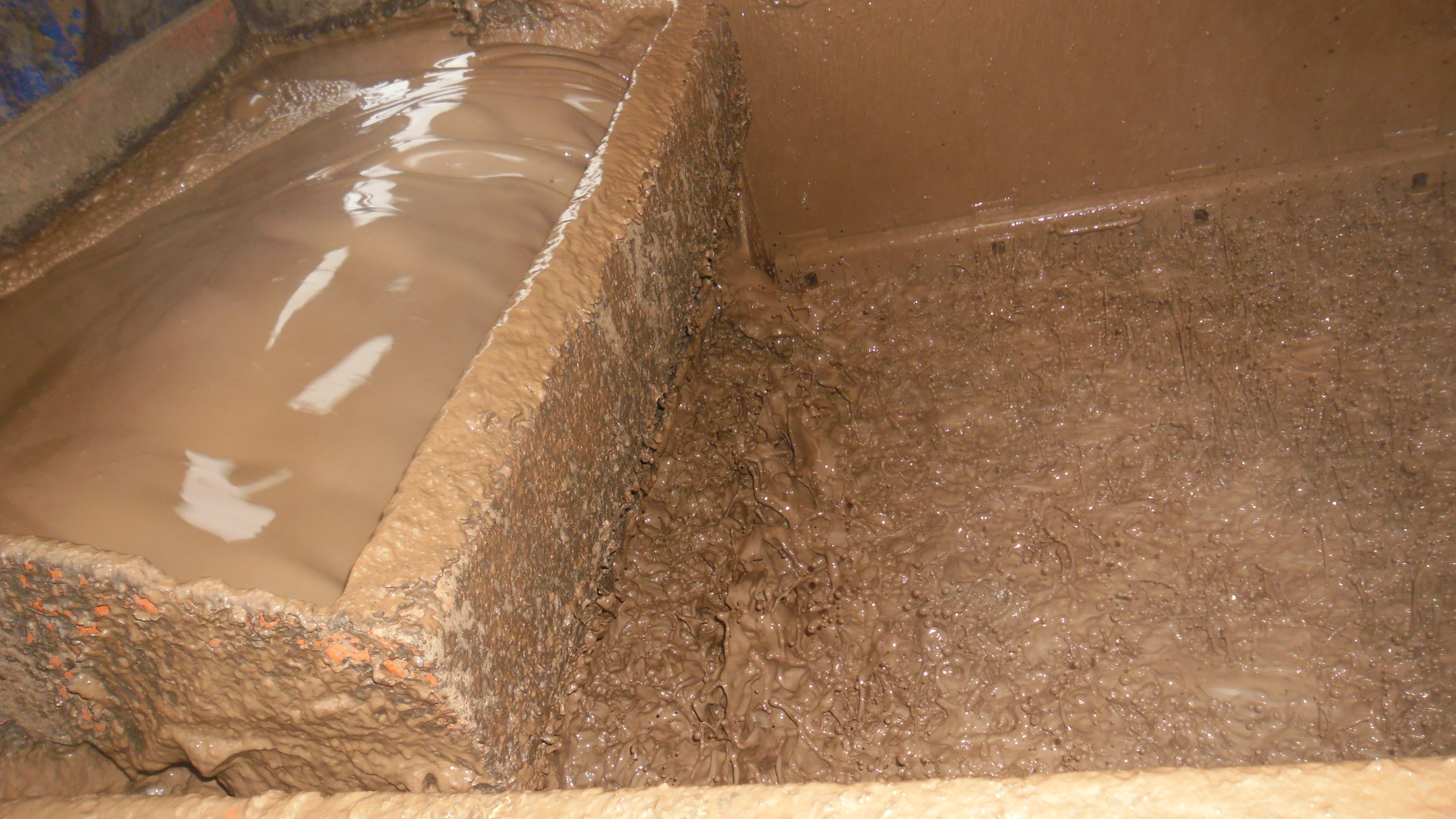
Обробка бурового розчину на ситі
Вібраційне сито. Виставка «Нафта і газ України». 2015 р.
Вібраційні сита установки регенерації бурового розчину. 2018 р.
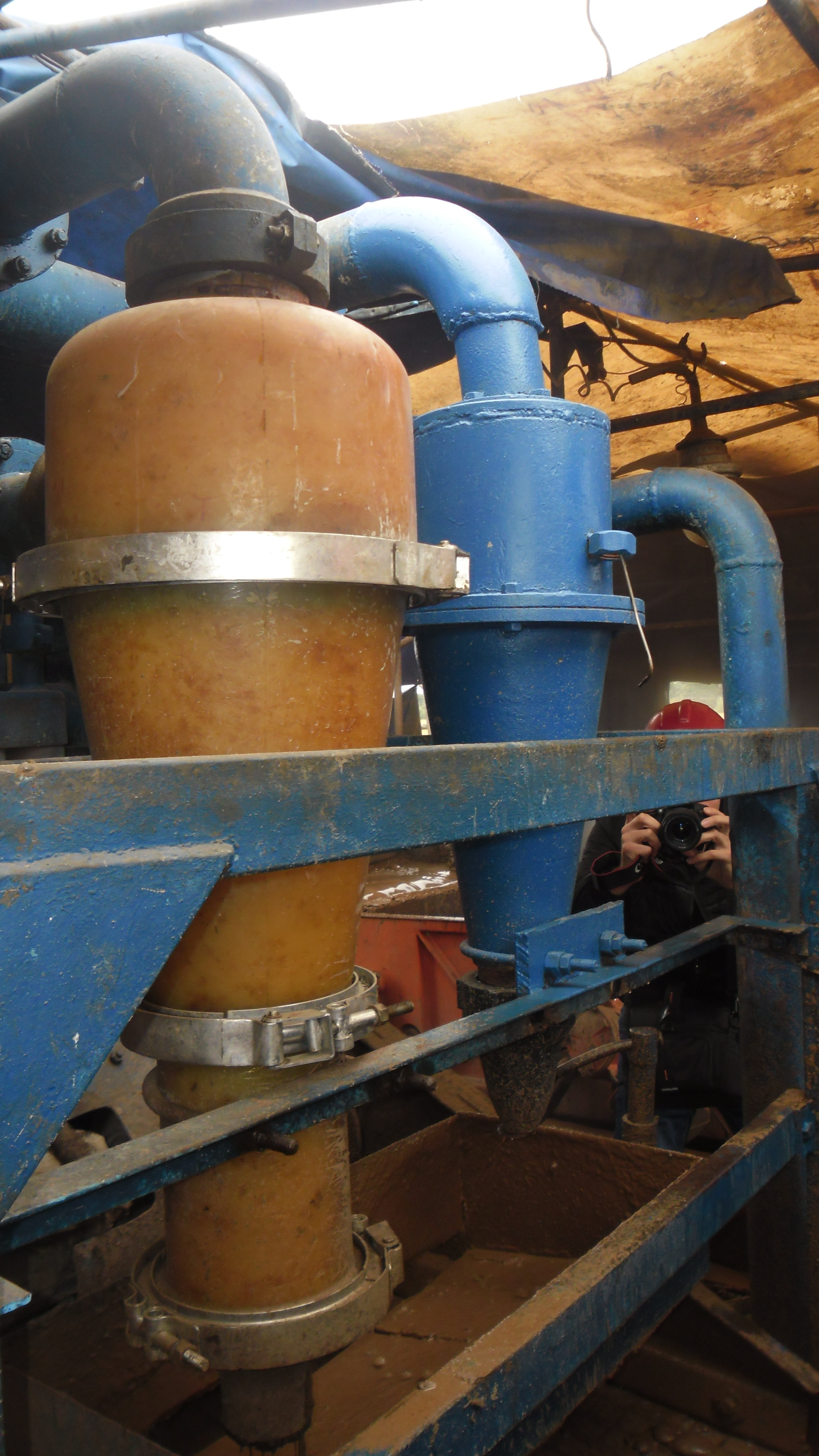
Обробка бурового розчину в циклонах.
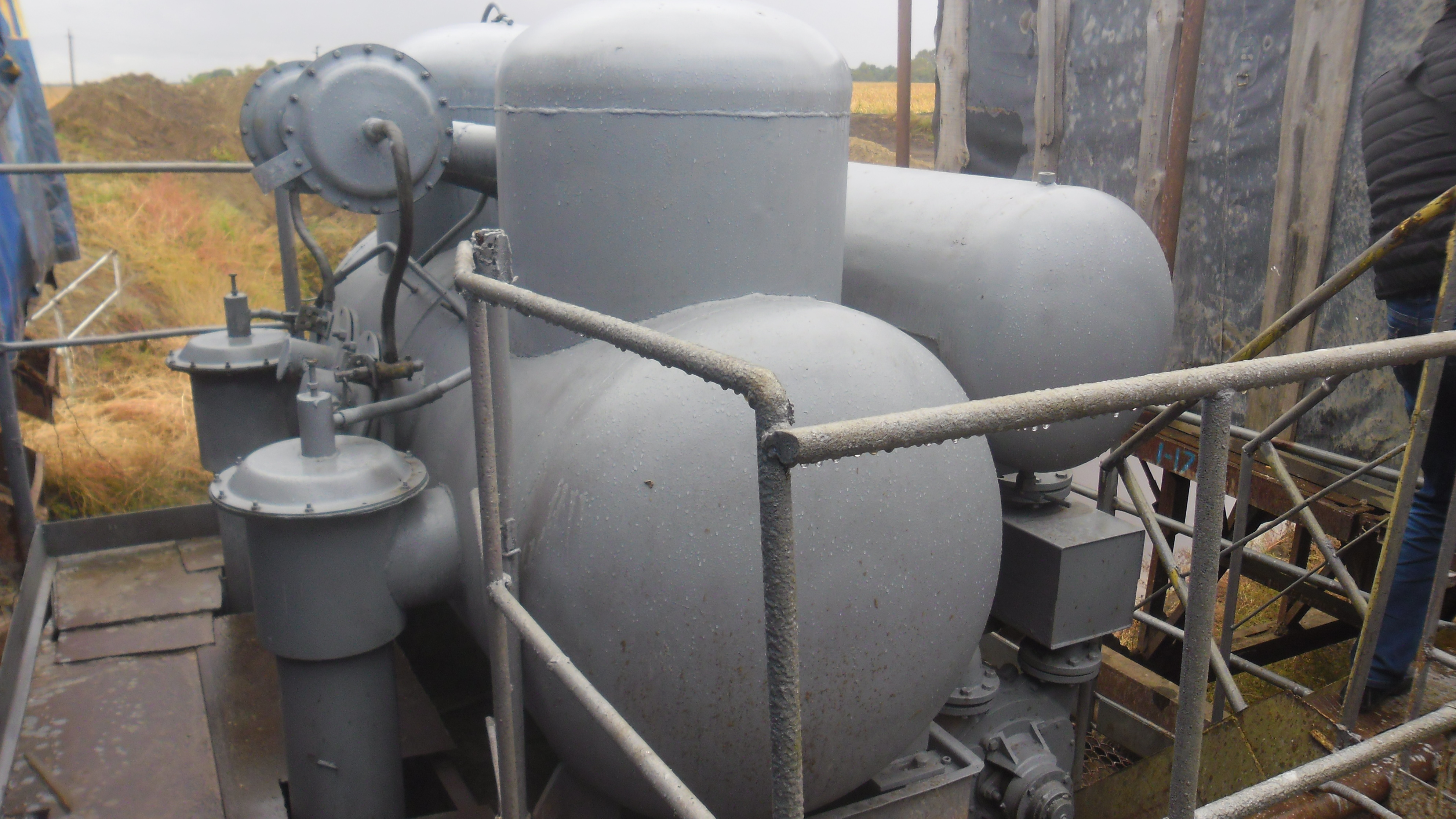
Дегазатор бурового розчину.
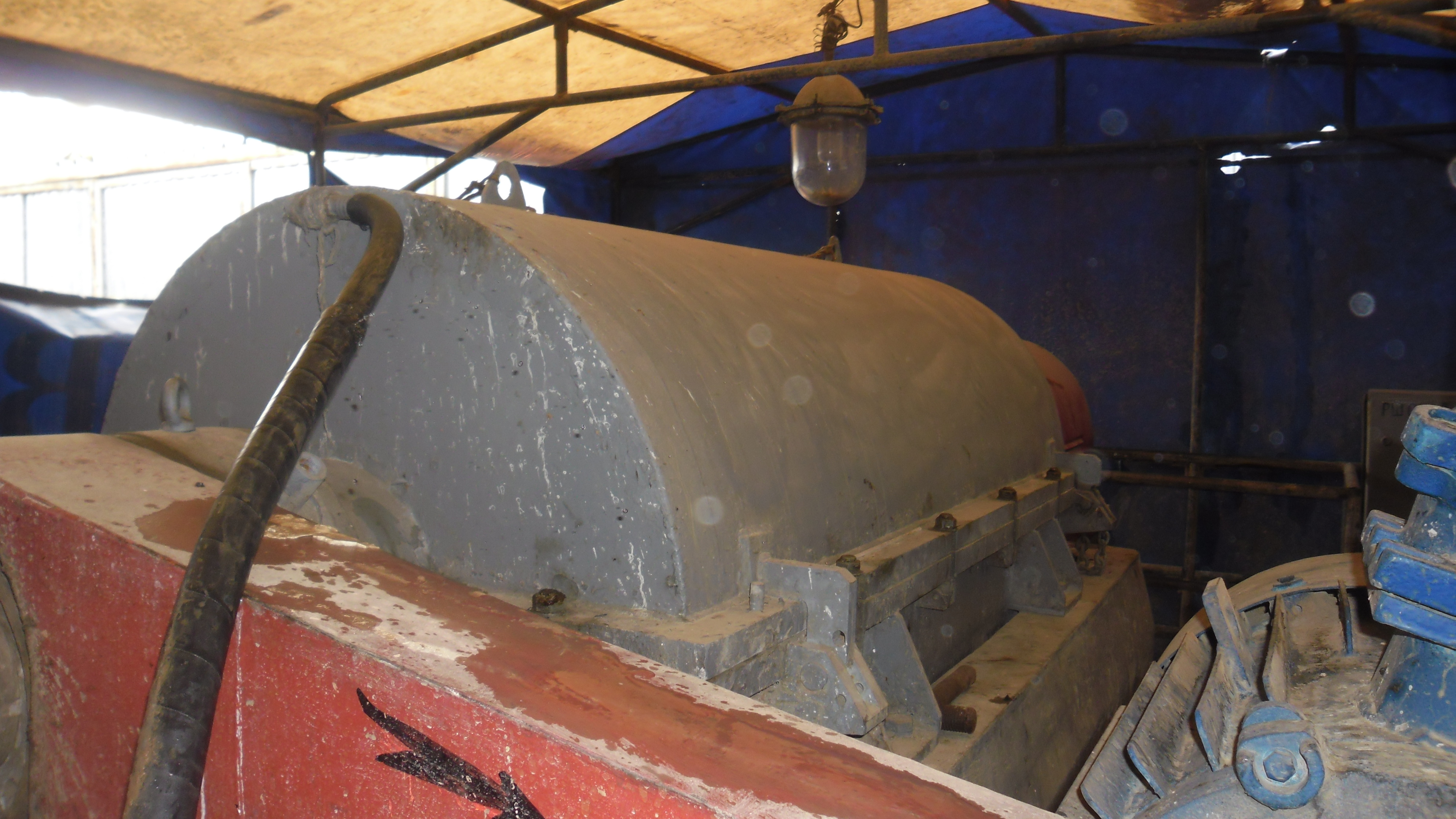
Обробка бурового розчину в осаджувальній центрифузі.
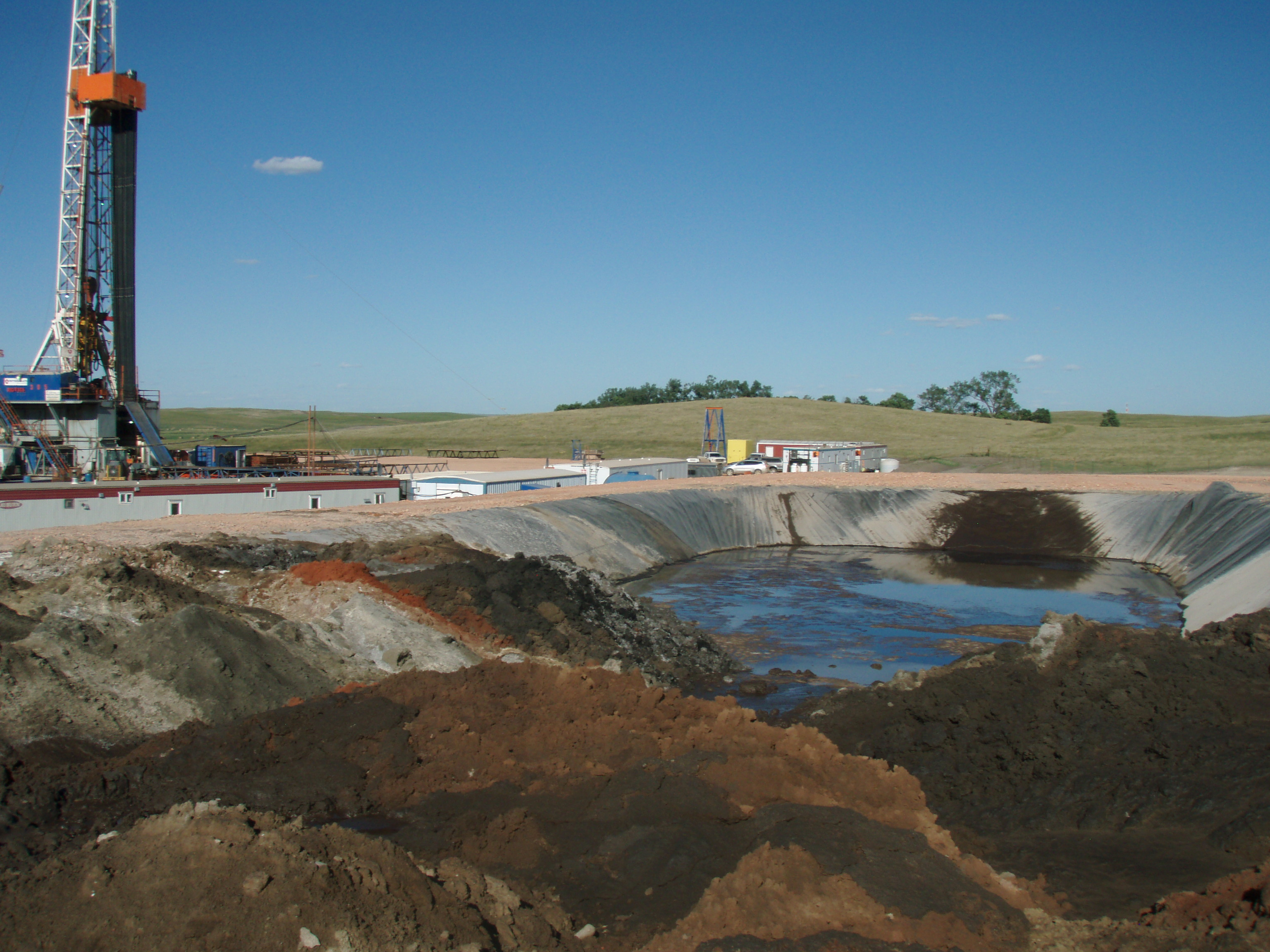
Відстійник — шламовий амбар

## Екологічні аспекти
Попри дію системи очищення завжди утворюються значні об'єми шламу, некондиційного бурового розчину і бурових стічних вод.
Некондиційний буровий розчин насичений колоїдною глиною, що не сепарується з розчину звичайними засобами очищення. Для відділення глини некондіційний розчин потрібно обробити коагулянтами і флокулянтами з подальшим розділенням в центрифузі на технічну воду і шлам.
Процес обробки розчину здійснюється в блоці коагуляції і флокуляції БКФ. Він являє систему ємностей для реагентів, насосів дозувань, витратомірів і трубопровідного обв'язування.
Продуктивнисть блоку по розчину — до 3—4 м3/год — дозволяє переробляти 40—50 м3 розчину в добу.
Важливим завданням, яке повинне бути вирішене при бурінні свердловин у природоохоронних зонах, є поховання або утилізація шламу. Поширений метод знешкодження шламу шляхом змішування його з порошкоподібними поглиначами, такими як цемент, та іншими матеріалами. Після змішування шлам набуває властивостей нешкідливого мінерального ґрунту. Продуктивність установки по шламу становить 4—5 м3/год. Вона може встановлюватися як на свердловині, так і на стаціонарному полігоні.

## Рекомендації зменшення кольматуючої дії на продуктивний  пласт
Важливо не допускати значного забруднення продуктивних пластів при їх розкритті бурінням, тому при виборі промивальної рідини необхідно керуватись такими положеннями:
- 1. При розкритті не допускати значної репресії на продуктивний пласт; бажано підтримувати рівновагу між тисками у свердловині і пласті.
- 2. Використовувати для розкриття промивальну рідину без твердої фази, або з мінімальним її вмістом. Бажано, щоб тверда фаза складалась з матеріалів, які здатні розчинятися у соляній чи інших кислотах (крейда, вапняк, сидерит), які застосовуються для інтенсифікації припливу флюїду із пласта або у пластових рідинах.
- 3. Фільтратовіддача промивальної рідини має бути мінімальною. У фільтраті не повинно бути компонентів, здатних при фізико-хімічних реакціях утворювати нерозчинні осади.
- 4. Промивальна рідина повинна бути низькотиксотропною і мати низькі значення статичного напруження зсуву і реологічних показників.
- 5. Ступінь мінералізації і соляний склад фільтрату повинні бути близькими до складу пластових рідин.

Промивальні рідини розміщуються в наступному порядку за ступенем зростання кольматуючого впливу на пласт: 
- - - газоподібні агенти;
  - - промивальні рідини на вуглеводневій основі;
  - - промивальні рідини на мінералізованій воді;
  - - промивальні рідини на прісній воді.

## Інструментарій для дослідження бурового розчину
У США Американським нафтовим інститутом (API) розроблені стандартні методики дослідження бурового розчину, які поширені в ряді країн, зокрема, в Україні. Використовувані прилади показані в галереї.

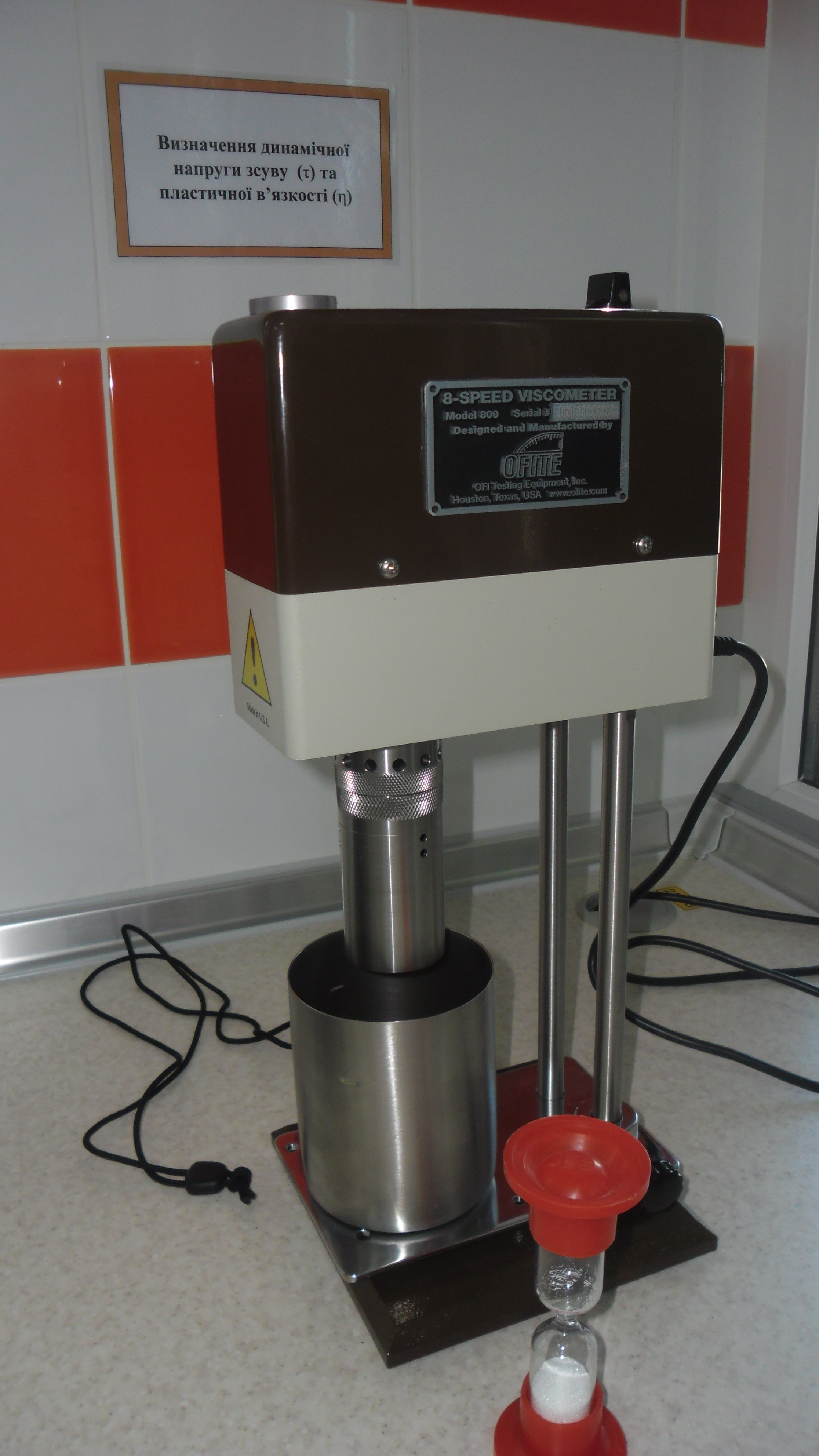
Віскозиметр
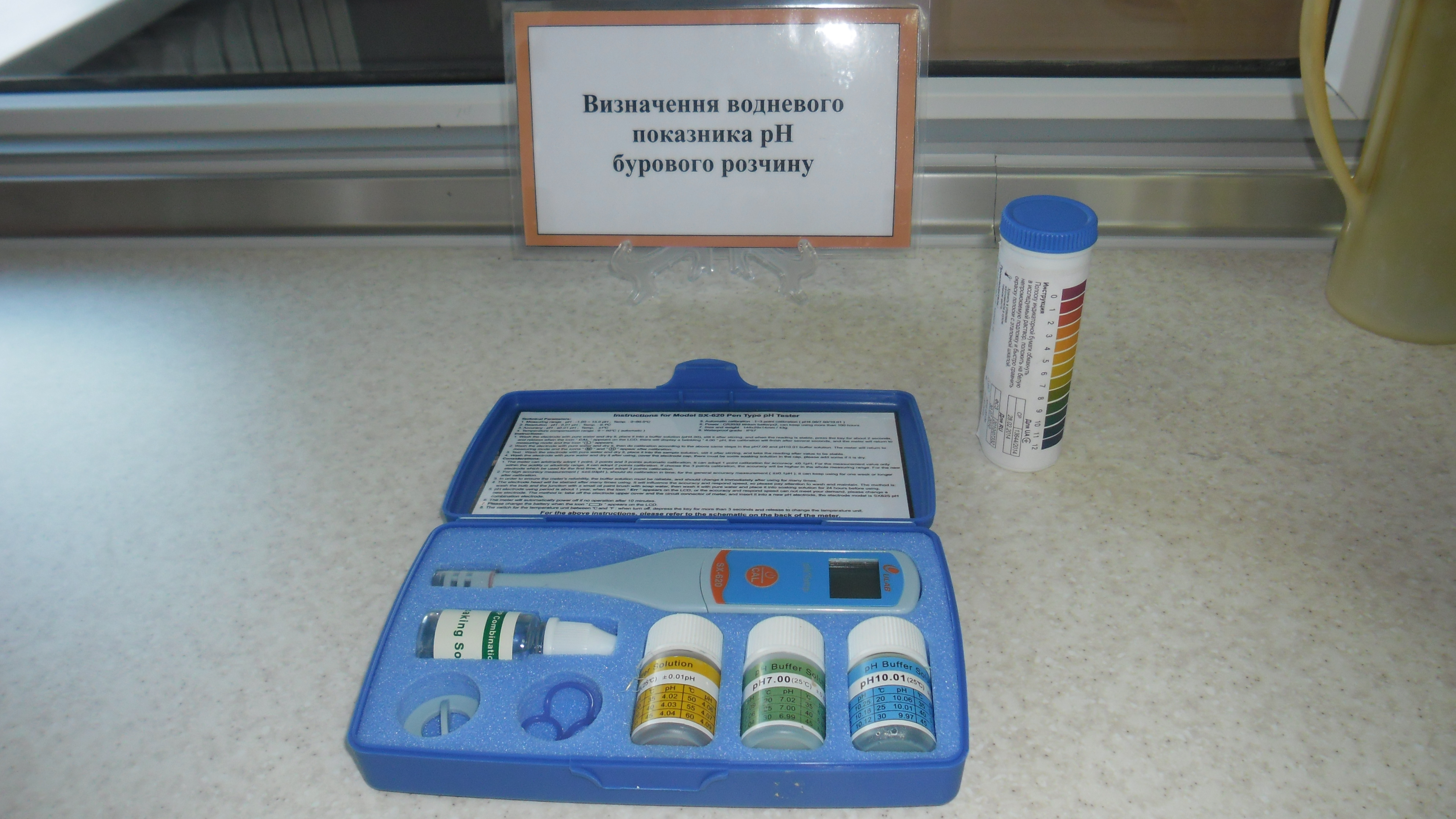
pH-метр
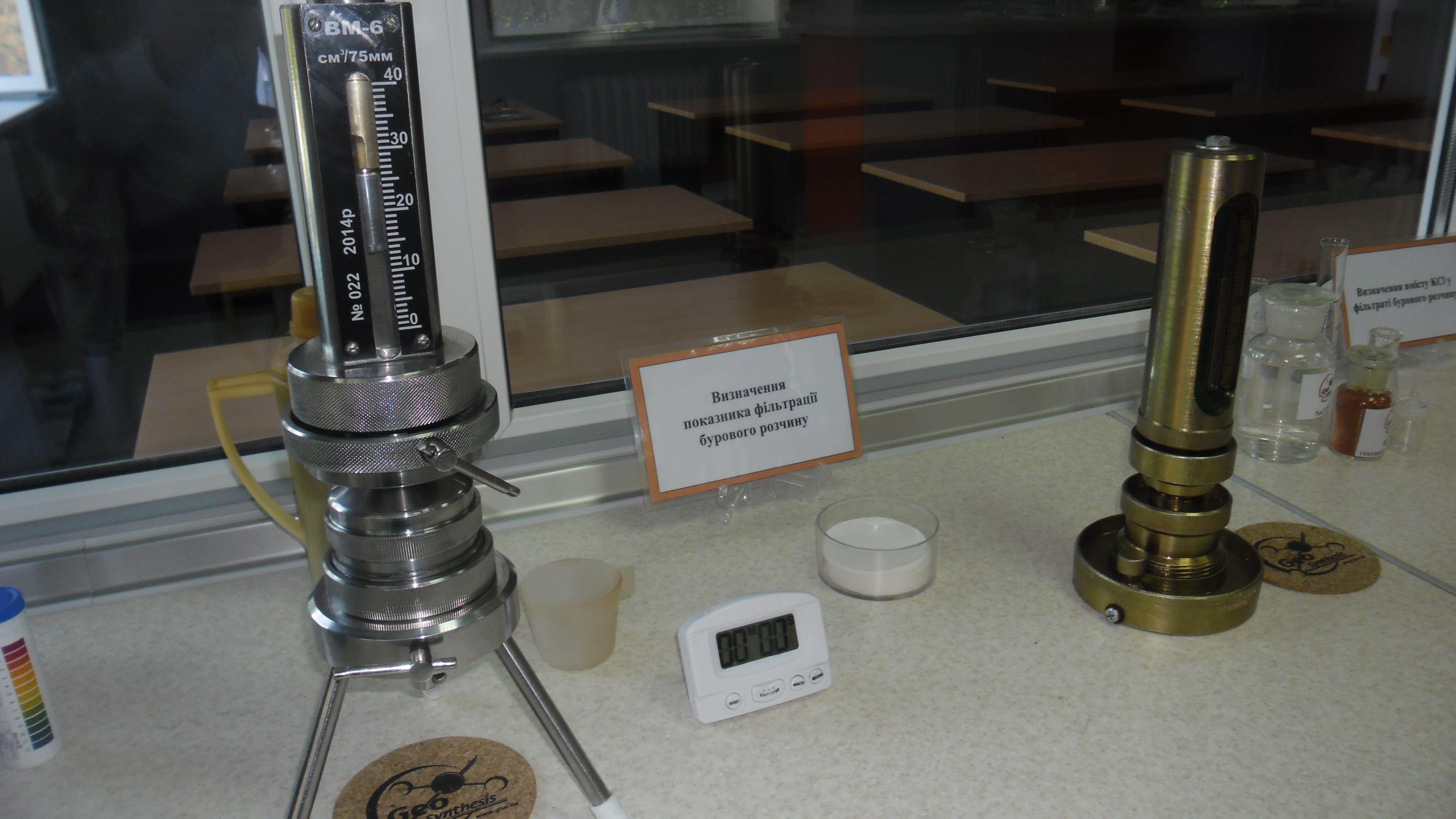
Визначення показника фільтрації бурового розчину
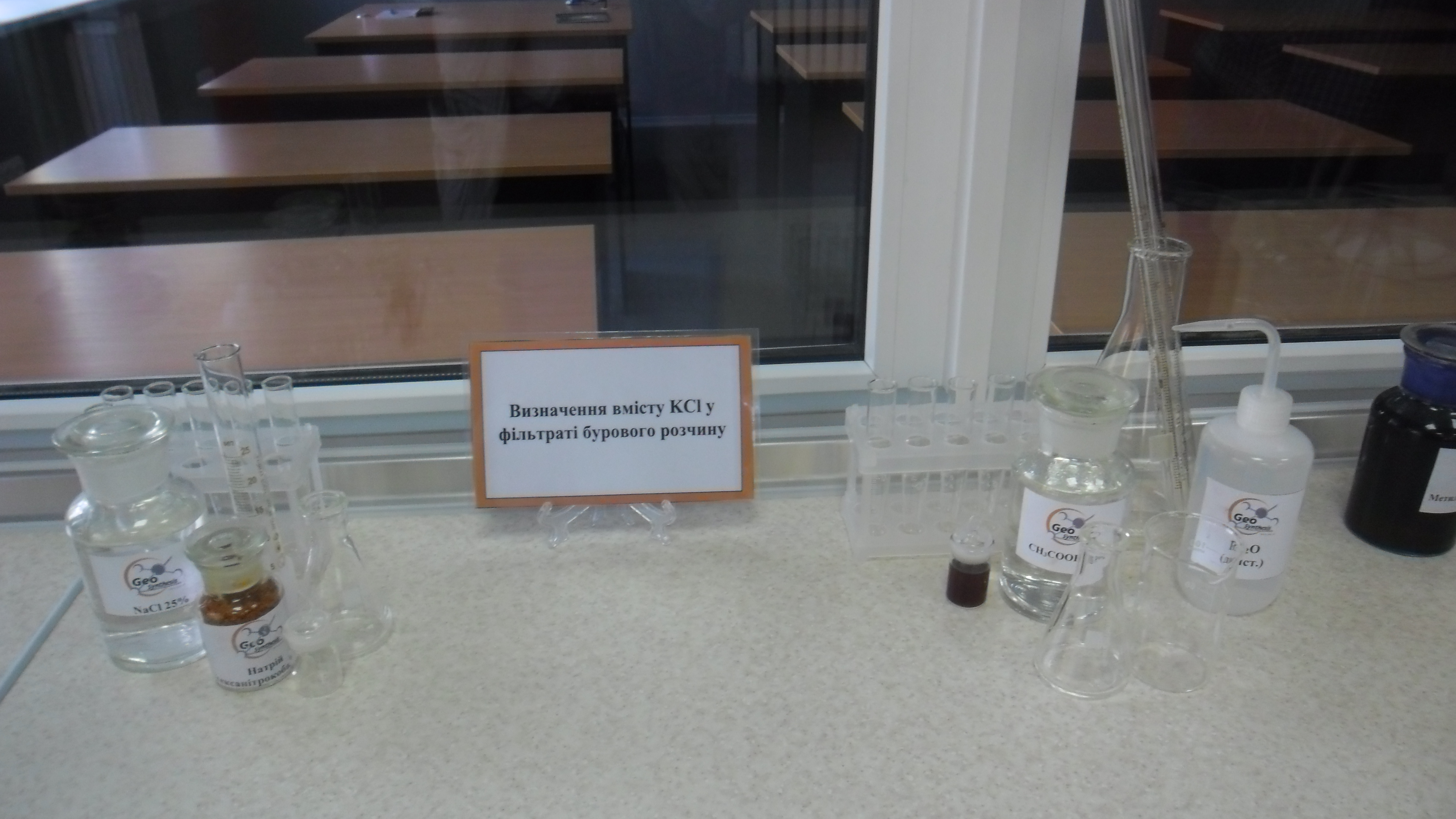
Визначення вмісту KCl у фільтраті бурового розчину
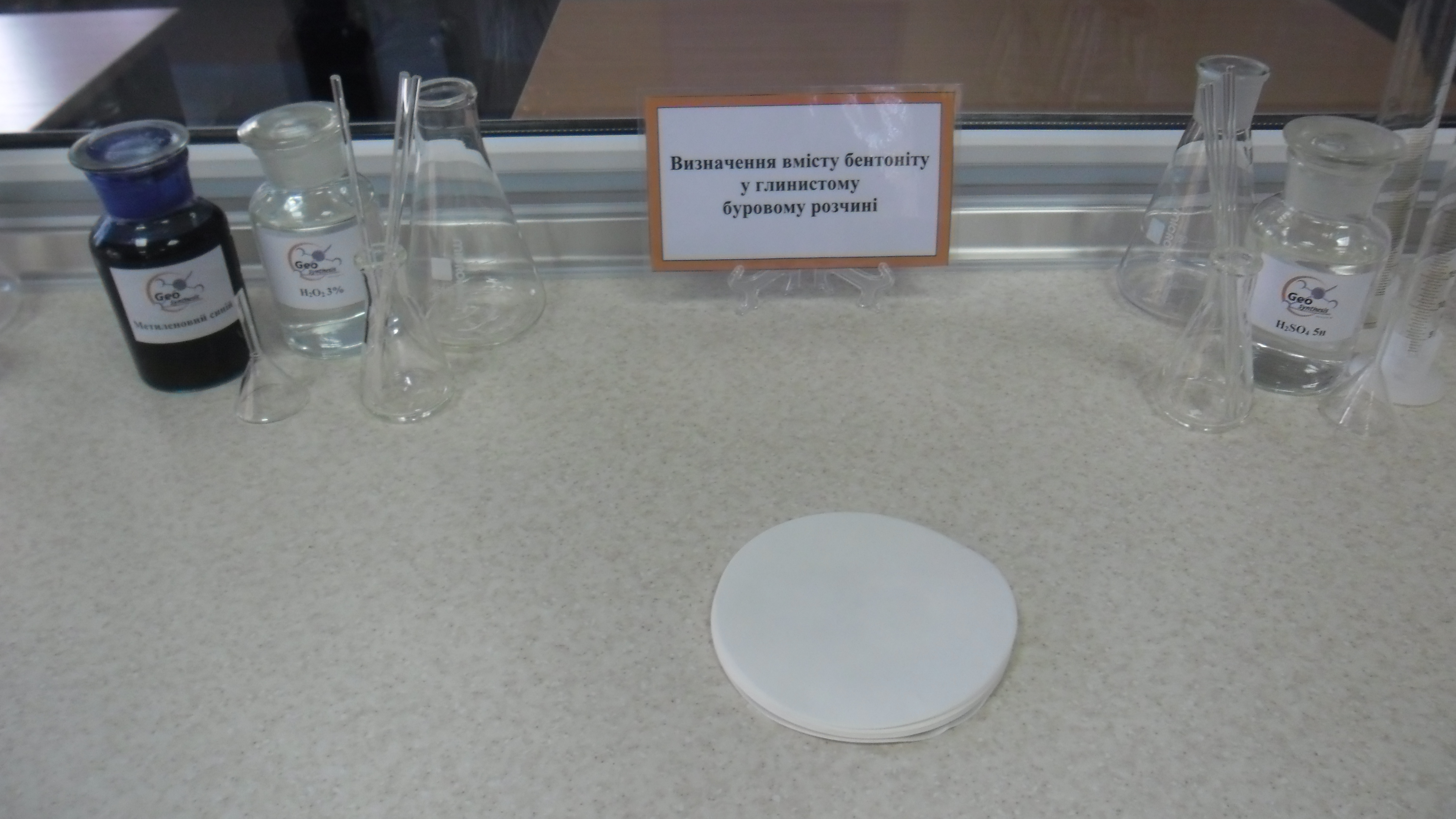
Визначення вмісту бентоніту в глинистому буровому розчині
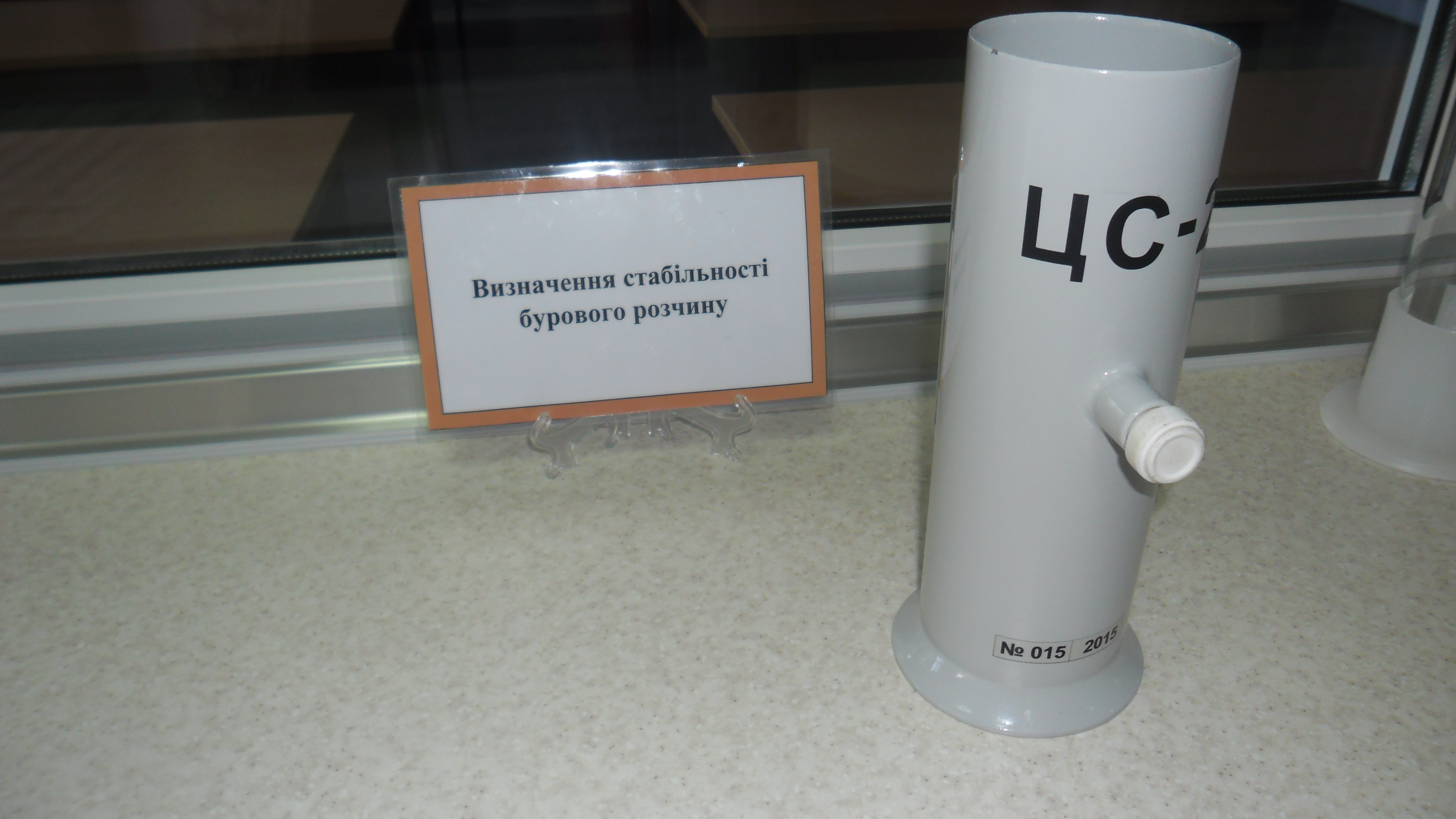
Визначення стабільності бурового розчину
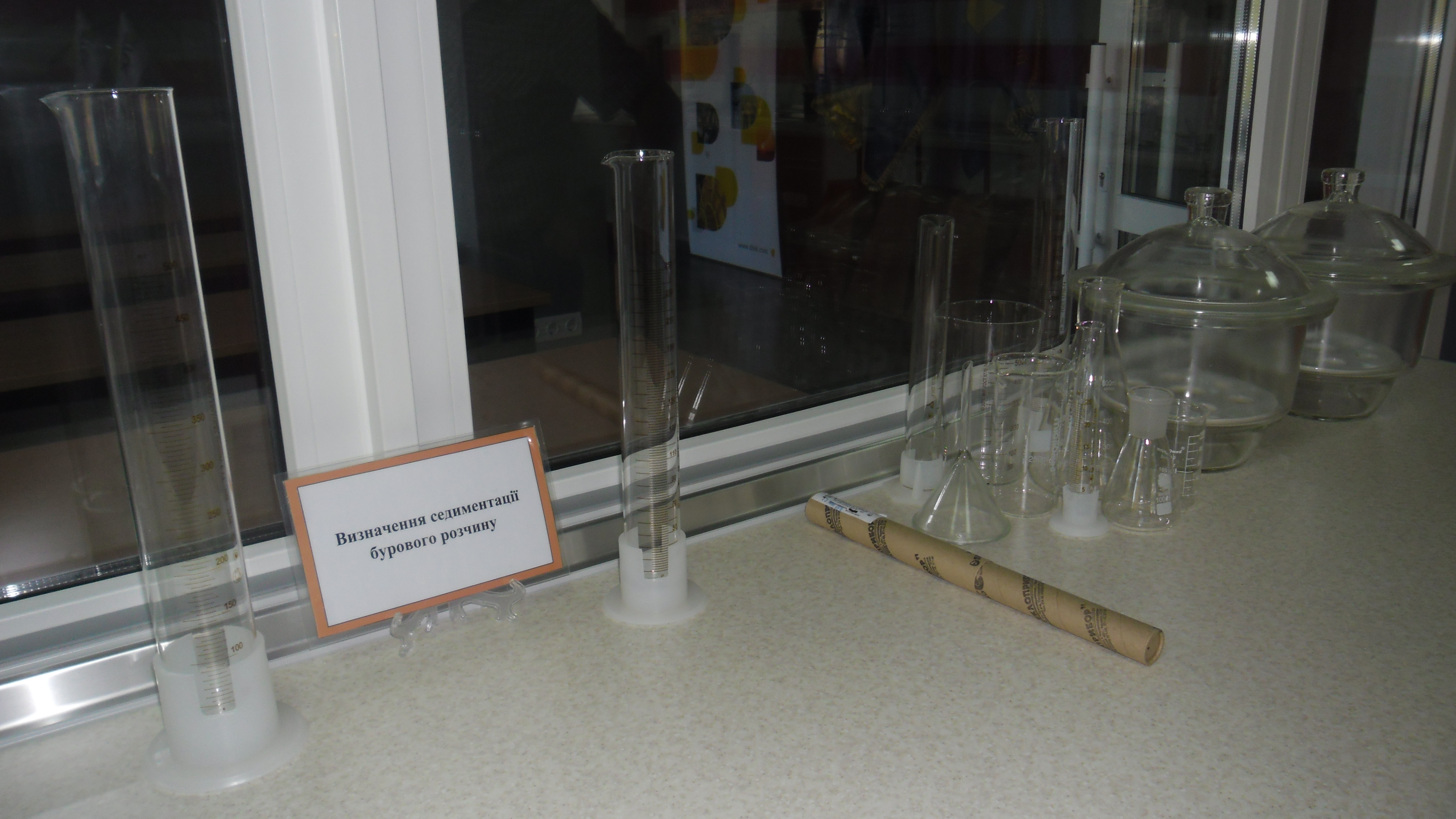
Визначення сидиментації бурового розчину
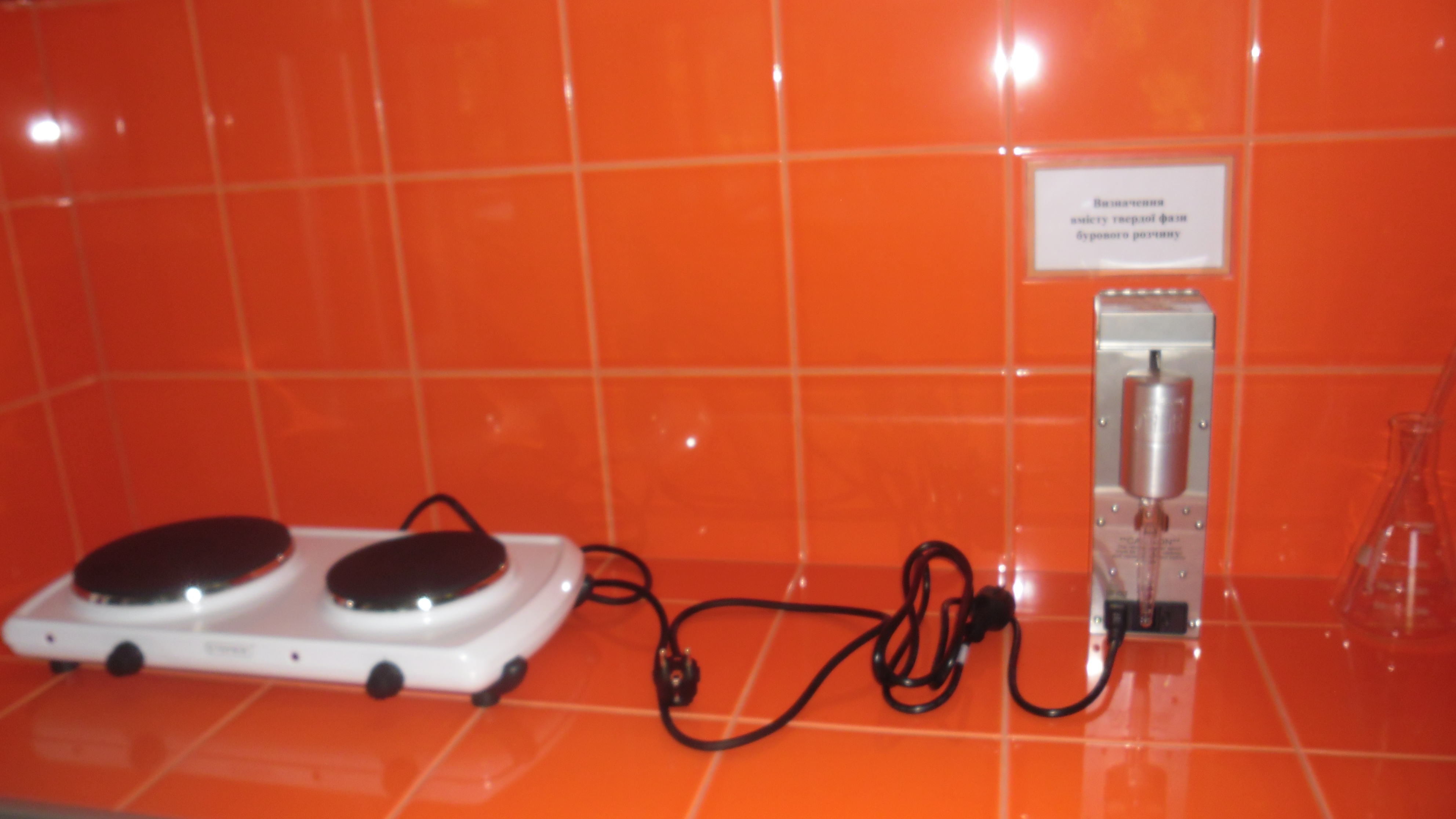
Визначення вмісту твердої фази в буровому розчині
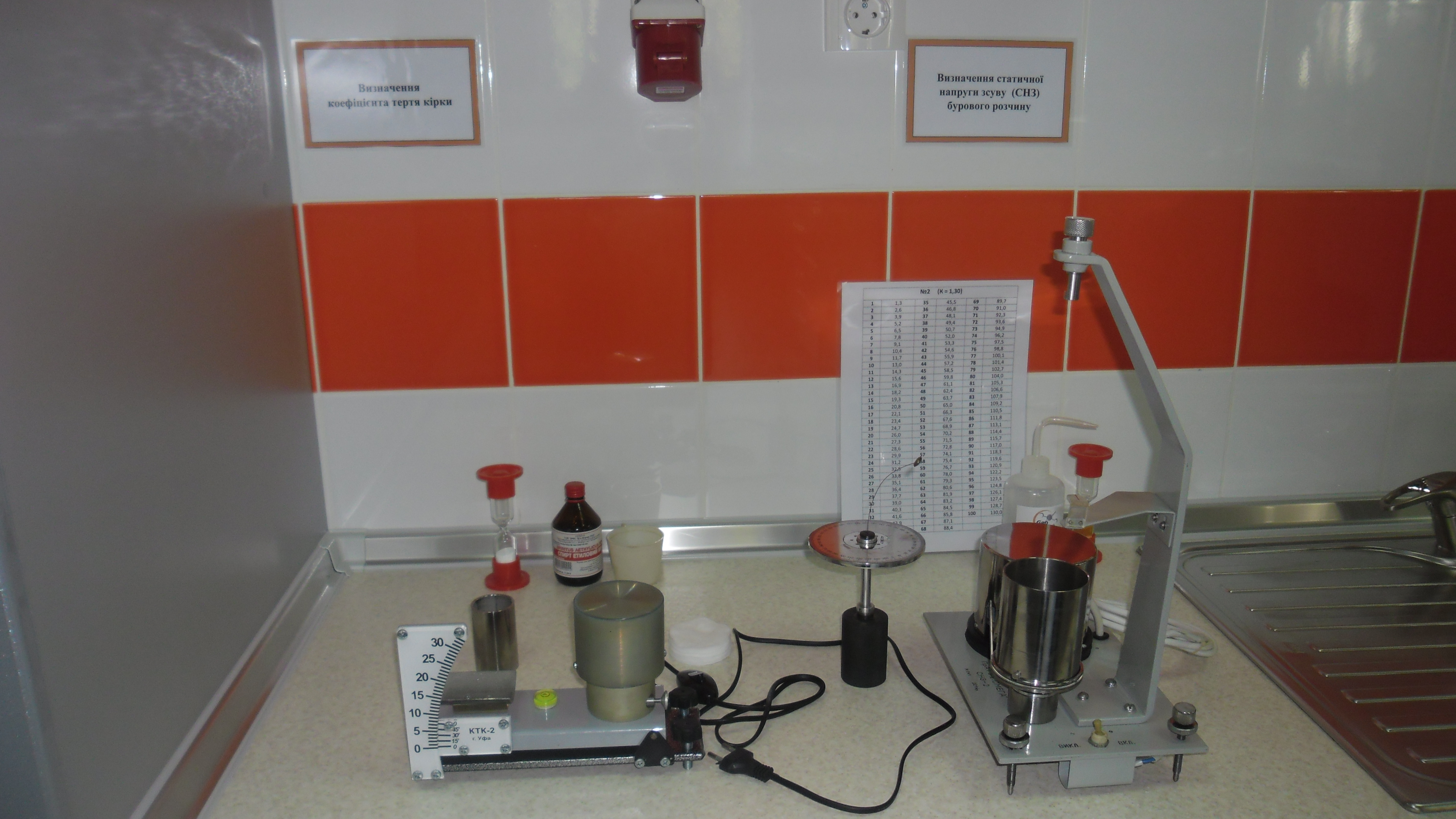
Визначення коефіцієнта тертя кірки та статичної напруги зсуву бурового розчину
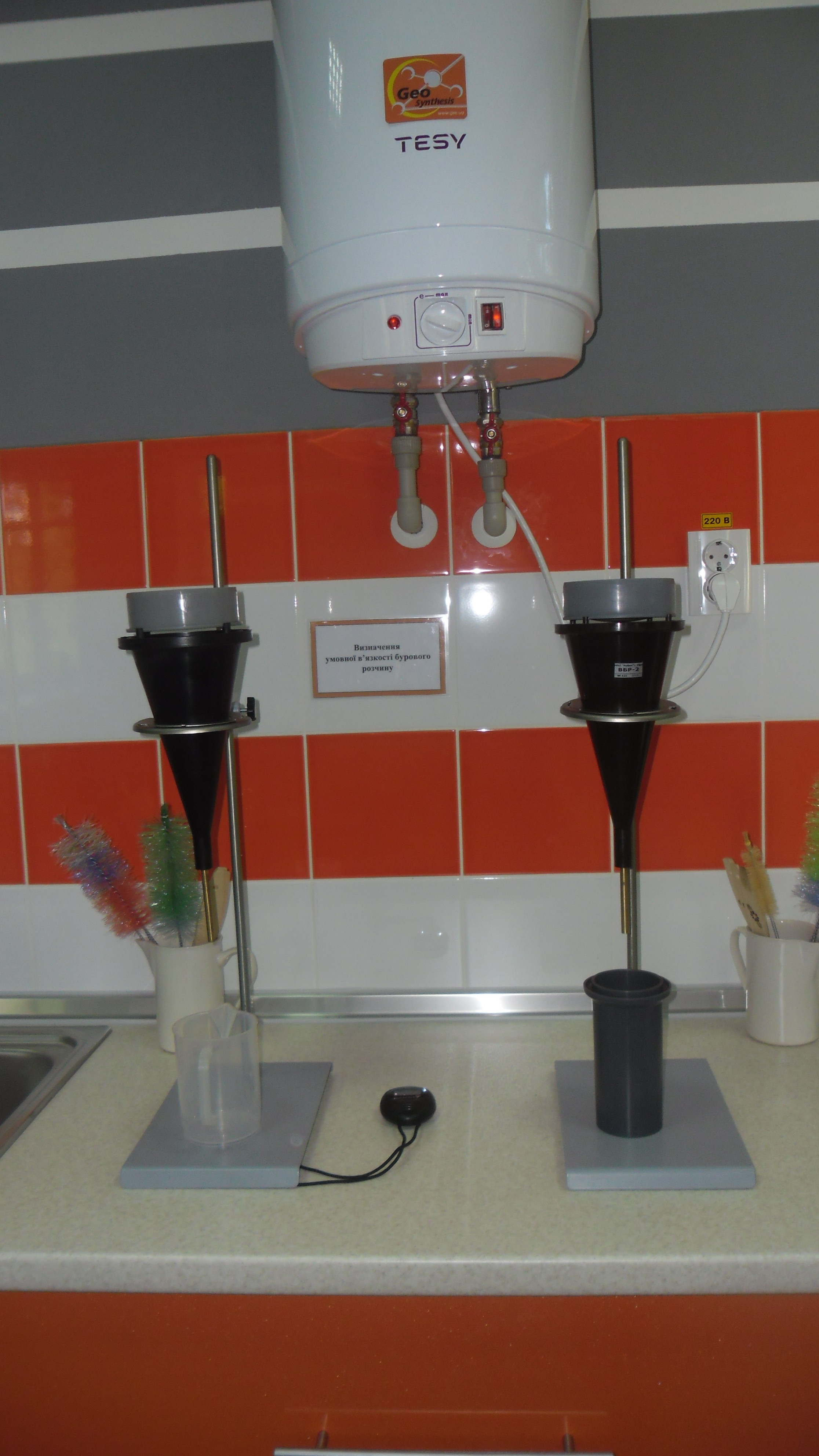
Визначення умовної в'язкості бурового розчину
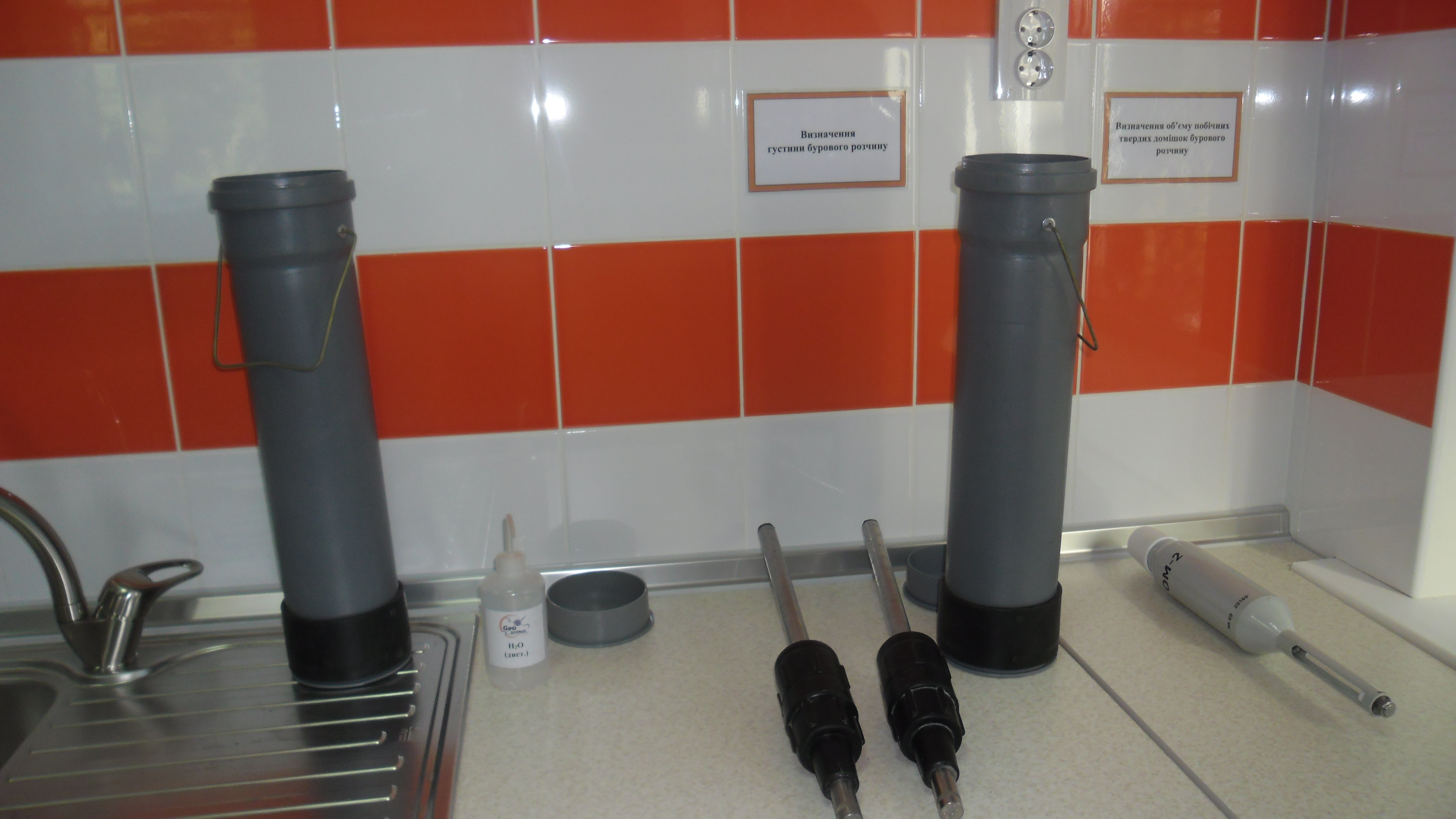
Визначення густини і побічних твердих домішок бурового розчину
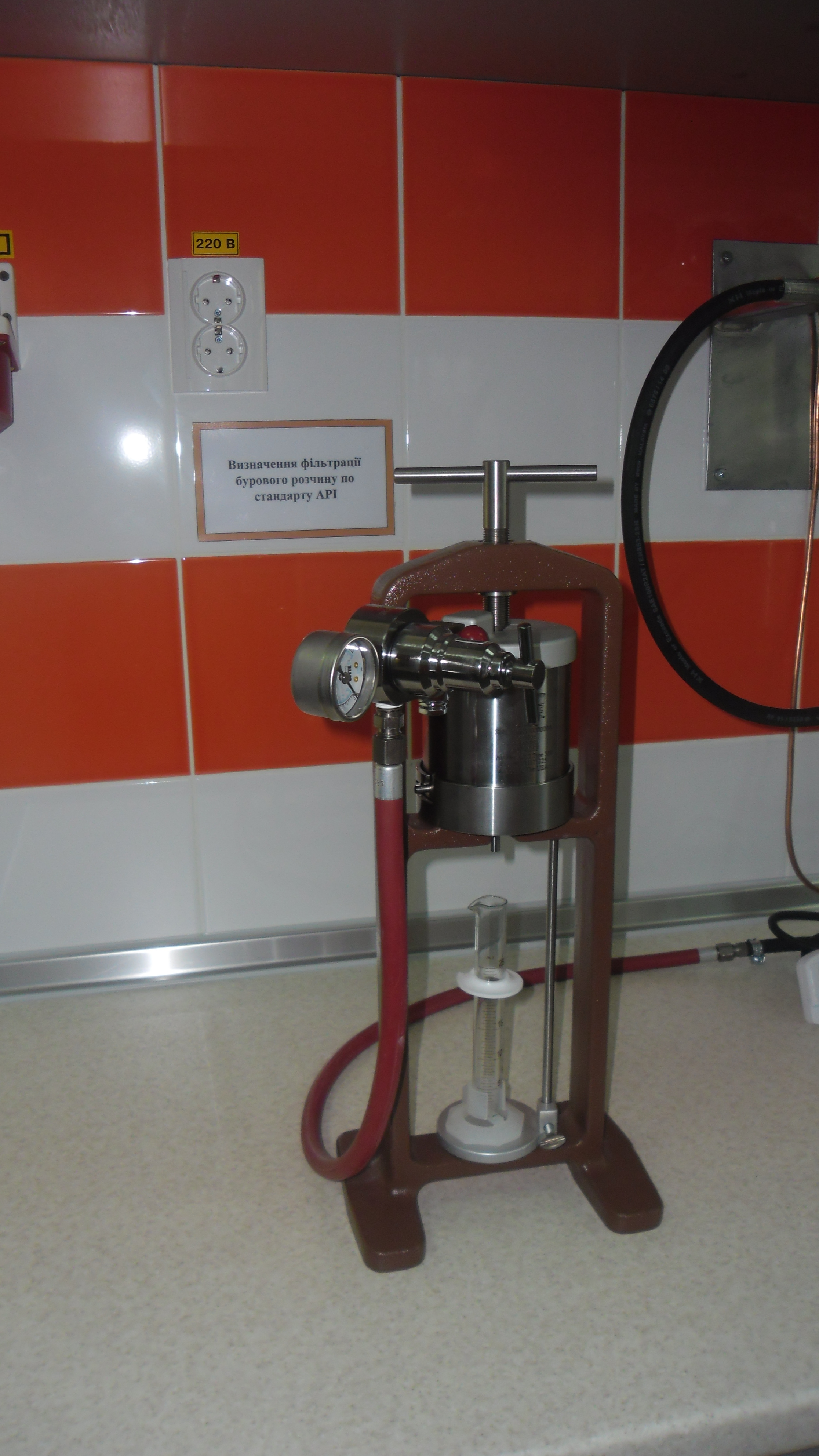
Визначення фільтрації бурового розчину за стандартом API
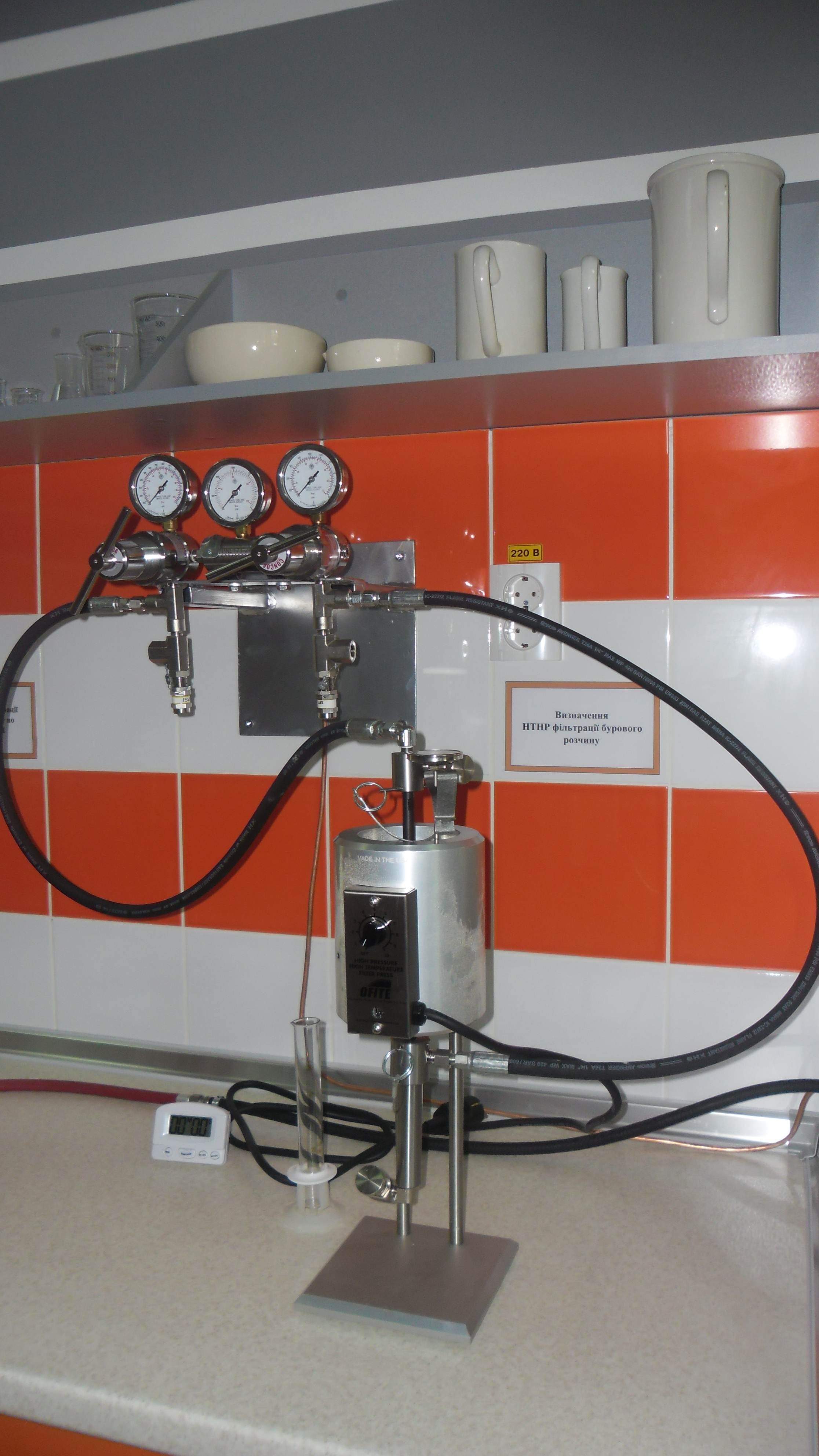
Визначення НТНР фільтрації бурового розчину
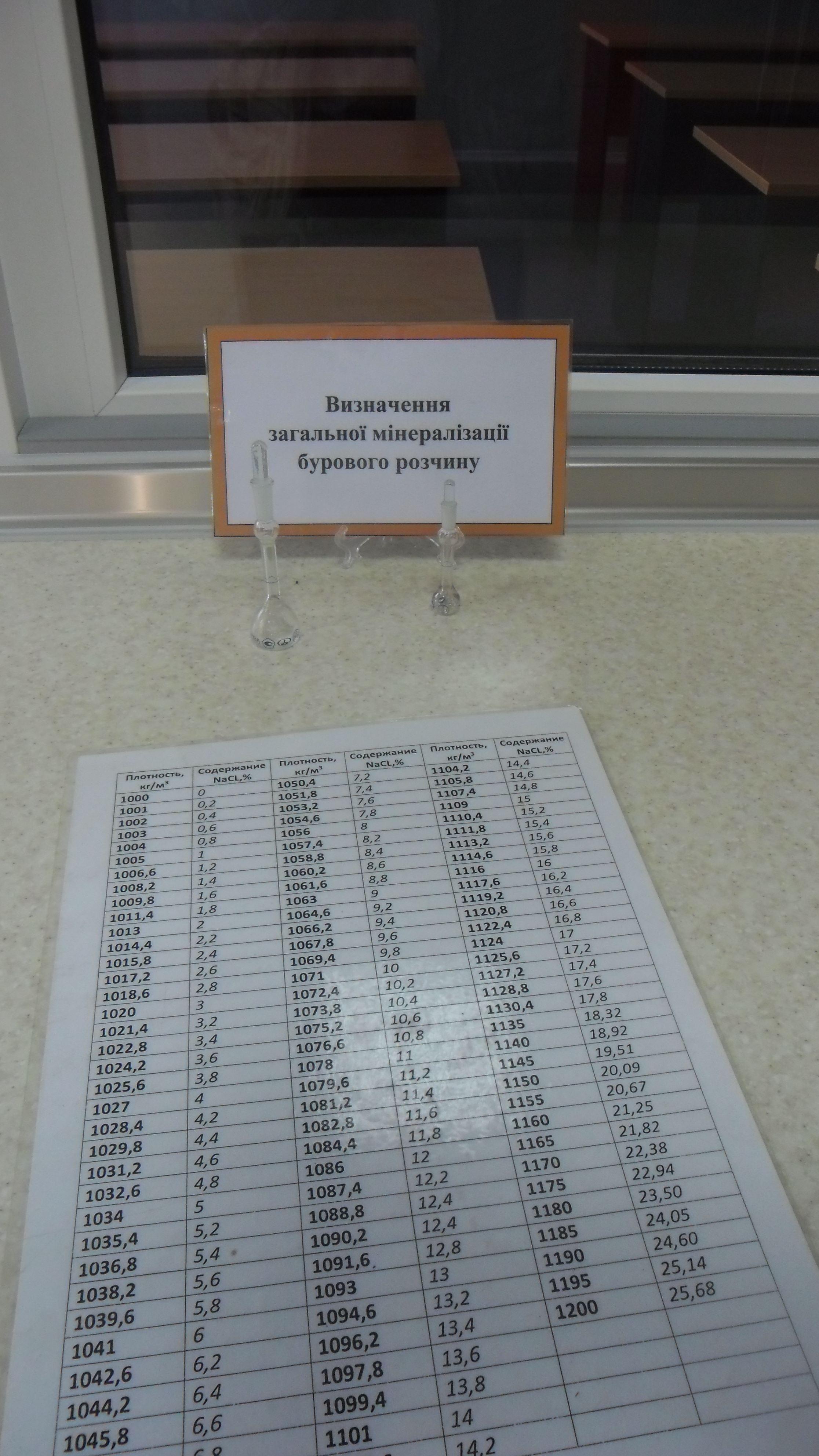
Визначення загальної мінералізації бурового розчину

## Цікаві факти
- При бурінні велику роль відіграє якість глинистого розчину. Приготувати хороший розчин, що відповідає необхідним вимогам, буває деколи досить складно. Для досягнення якісних характеристик бурильники додають в нього спеціальні присадки, вливають нафту, кидають обривки паперів. Американські фахівці, наприклад, встановили, що властивості глинистого розчину значно поліпшуються, якщо додати в нього… паперові грошові знаки. З'ясувалося це випадково. Агентство з охорони довкілля США в цілях захисту повітряного басейну від сажі заборонило спалювати паперові долари, що вийшли з вживання. Спробували старі банкноти різати, перемелювати в спеціальних машинах і додавати отримувану масу в буровий розчин. Результати перевершили всі очікування: «грошовий допінг» надійно захистив промивальну рідину від коагуляції при нагріванні, понизив в'язкість розчину і додав йому ще ряд цінних якостей. Це особливо важливо при бурінні надглибоких свердловин, коли у вибої температура сягає понад 170—200 °С. Вітчизняні буровики для аналогічних цілей використовують відходи целюлозно-паперової промисловості (нітролігнін, суніл, ігетан).[12]
- Буровий розчин називають «кров свердловини».

## Інтернет-ресурси
- Буровий розчин